# 18. Juli
Der 18. Juli ist der 199. Tag des gregorianischen Kalenders (der 200. in Schaltjahren), somit bleiben 166 Tage bis zum Jahresende.

## Ereignisse

### Politik und Weltgeschehen
- 0586 v. Chr.: Jerusalem, die Hauptstadt des Reiches Juda unter dem abtrünnigen Vasallenkönig Zedekia, wird von den Babyloniern unter Großkönig Nabū-kudurrī-uṣur II. nach zweieinhalbjähriger Belagerung eingenommen.
- 0387 v. Chr.: Das römische Heer wird in der Schlacht an der Allia von den Kelten unter ihrem Heerführer Brennus vernichtend geschlagen. Rom wird in der Folge eingenommen und geplündert.
- 1290: In England verkündet ein judenfeindlicher Erlass König Eduards I., alle Juden müssten das Land bis Ende Oktober verlassen.
- 1620: In Graubünden beginnt der Veltliner Mord. Bei dem katholischen Aufstand im Veltlin kommen zwischen 300 und 600 Protestanten ums Leben.
- 1630: Kaiserliche Truppen unter Johann von Aldringen und Rambold XIII. von Collalto erobern im Mantuanischen Erbfolgekrieg Mantua.

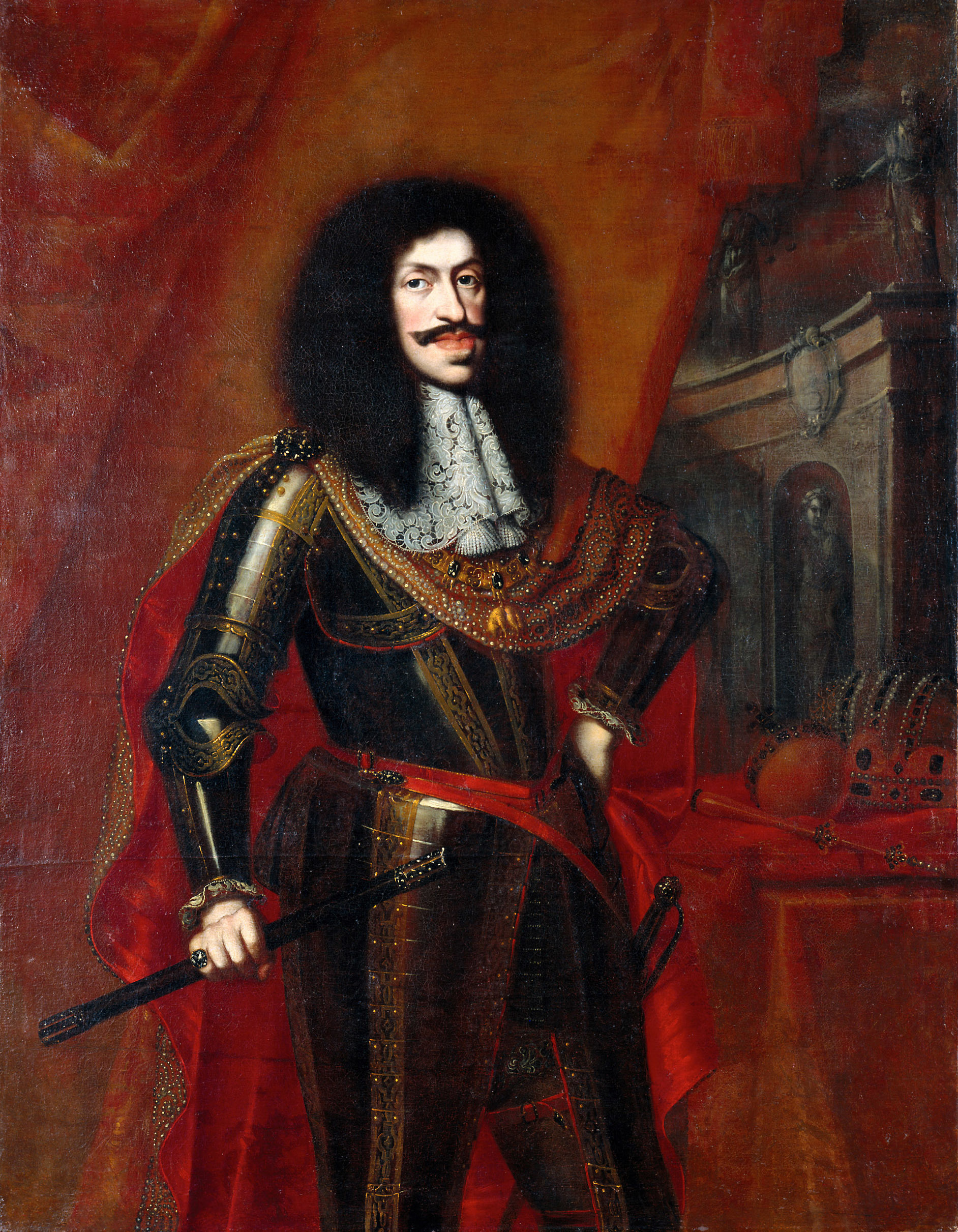
1658: Leopold I.

- 1658: In Frankfurt am Main wird Leopold I. zum römisch-deutschen Kaiser gewählt.
- 1670: Der Vertrag von Madrid setzt den formellen Schlusspunkt unter den rund zehn Jahre zuvor beendeten Englisch-Spanischen Krieg. Jamaika und die Cayman Islands werden als englischer Besitz von Spanien anerkannt; beide Parteien wollen den Handelsverkehr des Vertragspartners in der Karibik dulden.
- 1808: Die Schlacht bei Bailén während der Napoleonische Kriege auf der Iberischen Halbinsel beginnt.
- 1812: Der Friedensvertrag von Örebro beendet den am 17. November 1810 auf Druck Napoleon Bonapartes erklärten Schwedisch-Britischen Krieg, in dem es keinerlei Schusswechsel zwischen beiden Seiten gegeben hat.
- 1863: Während des Amerikanischen Bürgerkrieges führt das aus farbigen Soldaten bestehende 54th Massachusetts Infantry Regiment unter Colonel Robert Gould Shaw den Sturmangriff auf Fort Wagner an. Obwohl der Angriff unter großen Verlusten scheitert bereitet die heroische Haltung der Soldaten (dargestellt 1989 im preisgekrönten Spielfilm Glory) den Weg zur gleichwertigen Anerkennung farbiger Soldaten.
- 1918: Am Tag nach der Ermordung der Zarenfamilie werden in Alapajewsk die Großfürstin Jelisaweta Fjodorowna, die Großfürsten Wladimir Pawlowitsch Paley und Sergei Michailowitsch Romanow sowie die Brüder Iwan, Konstantin und Igor Konstantinowitsch Romanow von der Tscheka in einen Minenschacht gestoßen.
- 1924: Der Rote Frontkämpferbund der KPD wird in Halle (Saale) gegründet.
- 1925: Im Franz-Eher-Verlag erscheint der erste Band von Hitlers Mein Kampf.
- 1942: Die USA erklären Ungarn, Bulgarien und Rumänien den Krieg.
- 1944: Nach einer Serie von militärischen Rückschlägen tritt Tōjō Hideki als Premierminister von Japan und Chef des Heeres-Generalstabes zurück.
- 1947: Die Exodus wird vor Tel Aviv von der britischen Marine aufgebracht.
- 1947: Die Vereinigten Staaten erhalten vom UN-Treuhandrat das Treuhandgebiet Pazifische Inseln anvertraut. Sie übernehmen ein Gebiet im Stillen Ozean, das vom Völkerbund bis 1944, als die Inseln im Pazifikkrieg von den USA erobert wurden, als Japanisches Südseemandat verwaltet wurde.
- 1969: Am fünften Tag des so genannten Fußballkriegs zwischen Honduras und El Salvador werden die Kämpfe eingestellt.
- 1994: Bei einem Bombenanschlag auf das jüdische Gemeindezentrum in Buenos Aires kommen 85 Menschen ums Leben, weitere 500 werden verletzt.
- 2000: Erstmals eröffnet ein britisches Staatsoberhaupt eine Botschaft im Ausland. Königin Elisabeth II. übergibt offiziell die Britische Botschaft in Berlin als diplomatische Vertretung.
- 2002: Mit der Stürmung der Isla del Perejil durch eine spanische Eliteeinheit und der Vertreibung der 12 dort stationierten marokkanischen Soldaten endet der sogenannte „Petersilienkrieg“ unblutig.
- 2005: In einem Urteil erklärt das deutsche Bundesverfassungsgericht das Gesetz zum Europäischen Haftbefehl für nichtig.

### Wirtschaft

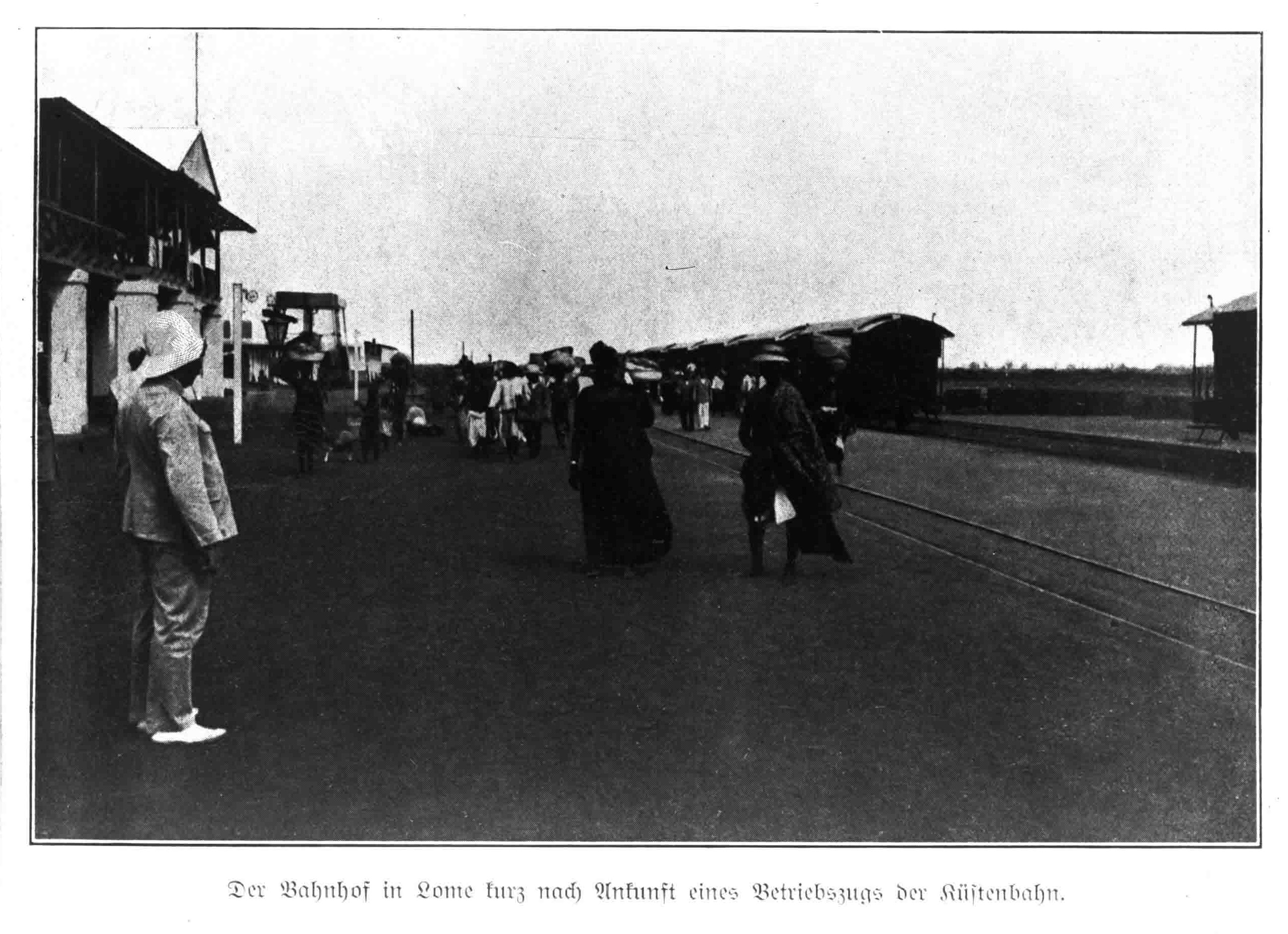
1905: Bahnhof Lomé

- 1905: Die erste Eisenbahnlinie der Deutschen Kolonie Togo, die Bahnstrecke Lomé–Aného, wird dem Verkehr übergeben.
- 1949: Die Freiwillige Selbstkontrolle der Filmwirtschaft (FSK) erhält den ersten Film zur Begutachtung unter Jugendschutzaspekten vorgelegt.
- 1968: Das Unternehmen Intel wird gegründet.

### Wissenschaft und Technik
- 1796: Dem Schriftsteller Alois Senefelder gelingen in seinem Münchener Atelier erstmals Serien-Steindrucke, ein Flachdruckverfahren, das er in den nächsten beiden Jahren weiterentwickelt.
- 1849: In Montevideo wird mit der Universidad de la República die erste öffentliche Hochschule Uruguays gegründet.

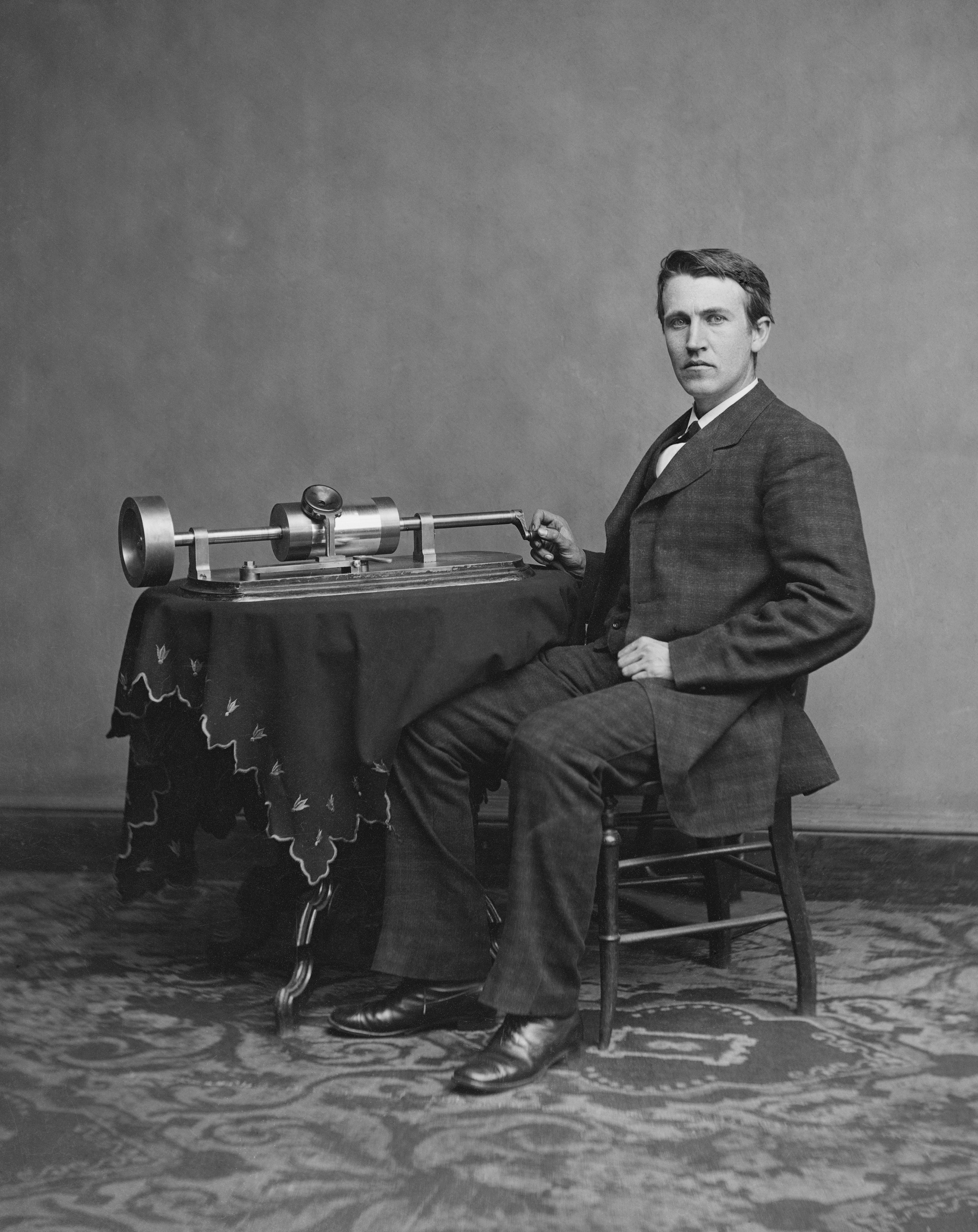
1877: Edison mit einem Zylinderphonographen

- 1877: Thomas Alva Edison gelingt zum ersten Mal eine Tonaufzeichnung auf einer mit Stanniol bespannten Stahlwalze (Phonograph).

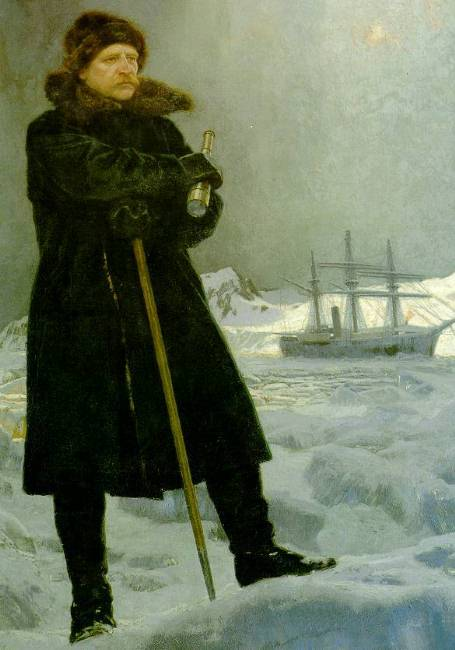
1879: Adolf Erik Nordenskiöld

- 1879: Der seit September des Vorjahres festgefrorene Polarforscher Adolf Erik Nordenskiöld kommt mit seinem Schiff Vega aus dem Packeis wieder frei und kann die Erstdurchquerung der Nordostpassage fortsetzen.
- 1898: Marie und Pierre Curie berichten über die Entdeckung eines neuen Elements, das sie Polonium nennen.

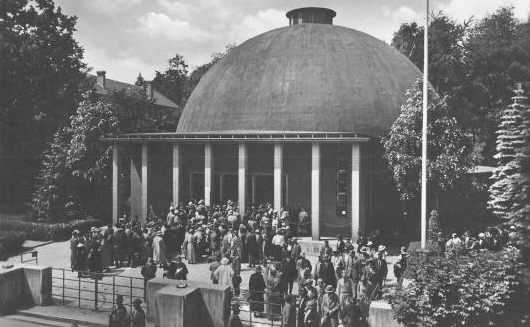
1926: Planetarium Jena

- 1926: Das Planetarium Jena wird eröffnet. Damals das vierte seiner Art weltweit, ist es heute das älteste, das noch in Betrieb ist.
- 1938: Auf Grund eines „Navigationsfehlers“ landet der Flugpionier Douglas Corrigan auf seinem Flug von New York nach Kalifornien stattdessen in Irland. Er erhält für diesen Atlantikflug den Spitznamen „Wrong Way“.
- 1942: Der erste einsatzfähige Düsenjäger der Welt, die Messerschmitt Me 262, absolviert ihren Jungfernflug.
- 1952: Die deutsche Fulbright-Kommission wird gegründet. Sie ermöglicht mit dem Fulbright-Programm über Stipendien Studenten und Akademikern Studienaufenthalte in den USA und vice versa in Deutschland.

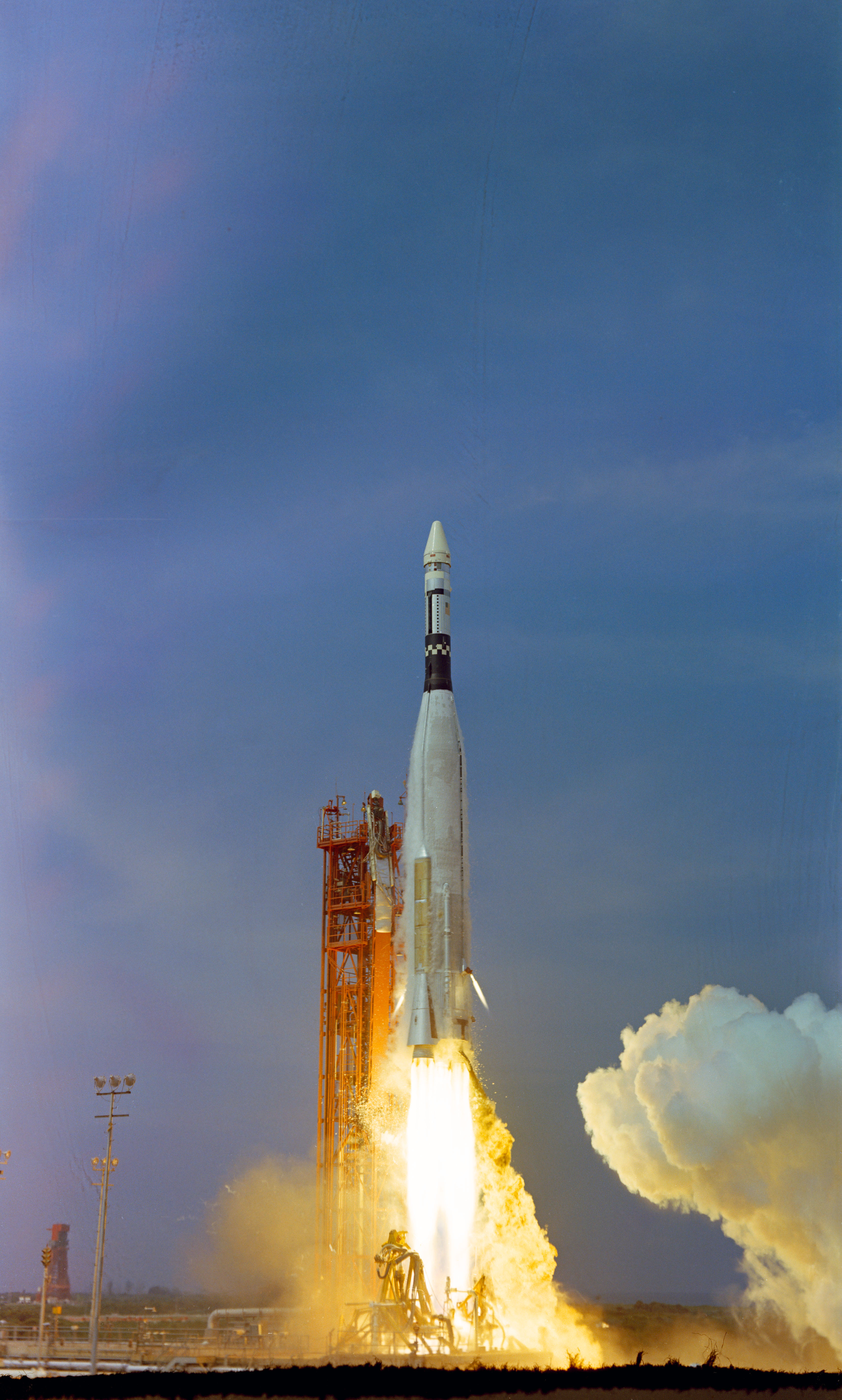
1966: Start von Gemini 10

- 1966: Die Gemini 10-Mission startet mit John Young und Michael Collins an Bord.
- 1972: In seinem Numerus-clausus-Urteil fordert das deutsche Bundesverfassungsgericht eine bundesweite Verteilungsstelle für Studienplätze mit einheitlichen Auswahlkriterien – später als Zentralstelle für die Vergabe von Studienplätzen realisiert.
- 1980: Indien startet mit der Rakete SLV-3 als sechstes Land aus eigener Kraft einen Satelliten ins All.

### Kultur
- 1668: George Dandin ou le Mari confondu (George Dandin oder der beschämte/betrogene Ehemann), eine Ballettkomödie des französischen Dichters Molière mit Musik von Jean-Baptiste Lully, hat ihre Uraufführung bei einem Fest im Schloss Versailles vor König Ludwig XIV. zur Ehre seiner neuen maîtresse en titre, Madame de Montespan, und zur Unehre ihres immer noch rechtmäßigen Gatten.
- 1937: In München wird das Haus der Deutschen Kunst eröffnet. Die darin gezeigte Große Deutsche Kunstausstellung ist als Verkaufsausstellung konzipiert.

### Gesellschaft
- 1984: Beim Amoklauf von San Ysidro erschießt der Täter in einem Schnellrestaurant in San Diego 21 Menschen und verletzt mit seiner Waffe weitere 19 Personen, ehe er selbst von einem Scharfschützen einer Polizei-Spezialeinheit getötet wird.

### Religion
- 1216: Das erste Konklave in der Kirchengeschichte findet nach dem Tod von Papst Innozenz III. in Perugia statt, wobei Camerlengo Cencio Savelli innerhalb von 2 Tagen gewählt und am 24. Juli 1216 als Papst Honorius III. inthronisiert wird.
- 1300: Gerardo Segarelli, der Stifter der kirchenkritischen Apostelbrüder, wird wegen Häresie in Parma auf dem Scheiterhaufen verbrannt.
- 1323: Papst Johannes XXII. spricht den Kirchenlehrer Thomas von Aquin heilig.
- 1870: Das Erste Vatikanische Konzil verabschiedet Pastor Aeternus, worin die Dogmen des päpstlichen Jurisdiktionsprimats sowie der päpstlichen Unfehlbarkeit in Glaubens- und Sittenfragen festgeschrieben werden.
- 1970: Papst Paul VI. ernennt Teresa von Ávila zur ersten weiblichen Kirchenlehrerin.

### Katastrophen

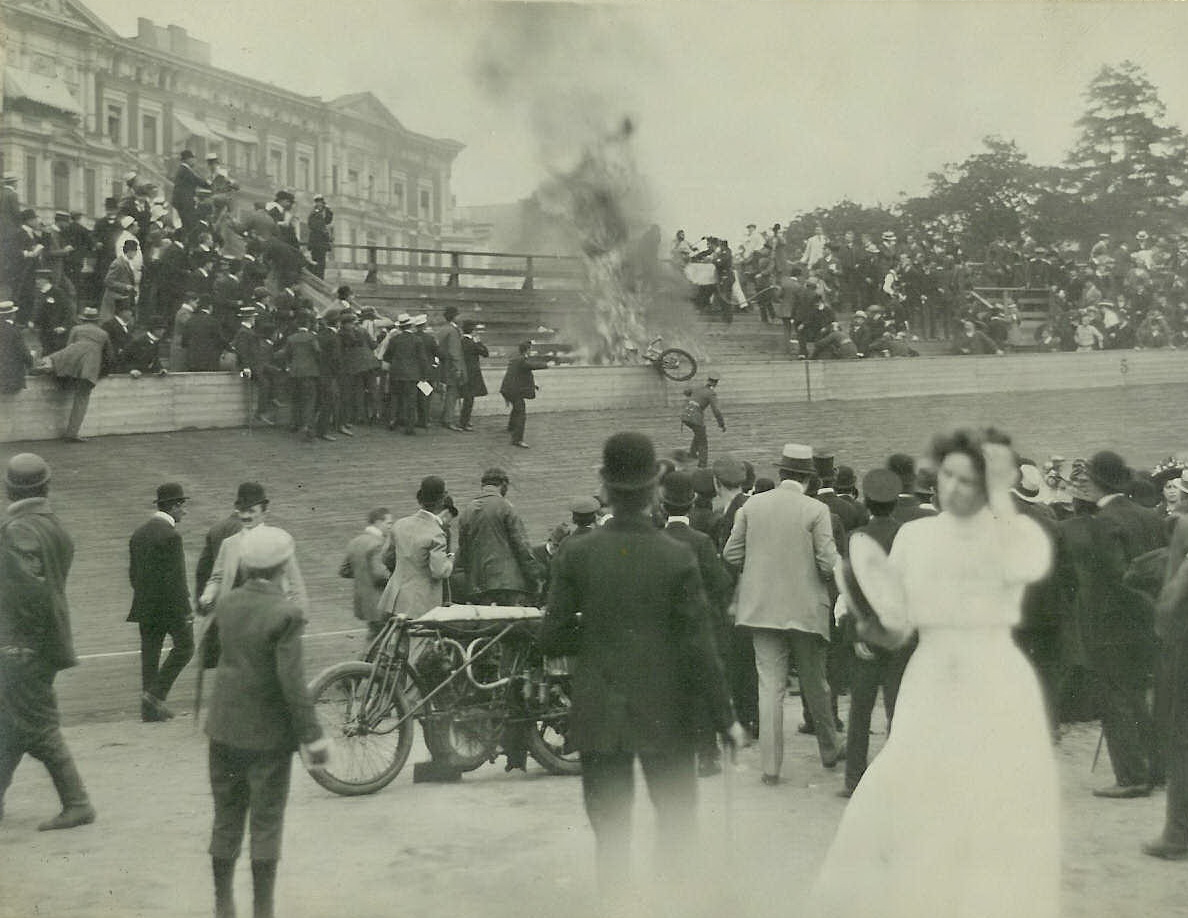
1909: Rennbahnkatastrophe von Berlin

- 1909: Bei der durch den Sturz des Schrittmachers Werner Krüger ausgelösten Rennbahnkatastrophe von Berlin auf der Berliner Radrennbahn „Botanischer Garten“ kommen neun Zuschauer ums Leben und über 40 Menschen werden schwer verletzt. Damit ist dieses Unglück das schlimmste, das in Deutschland jemals im Radsport geschehen ist.

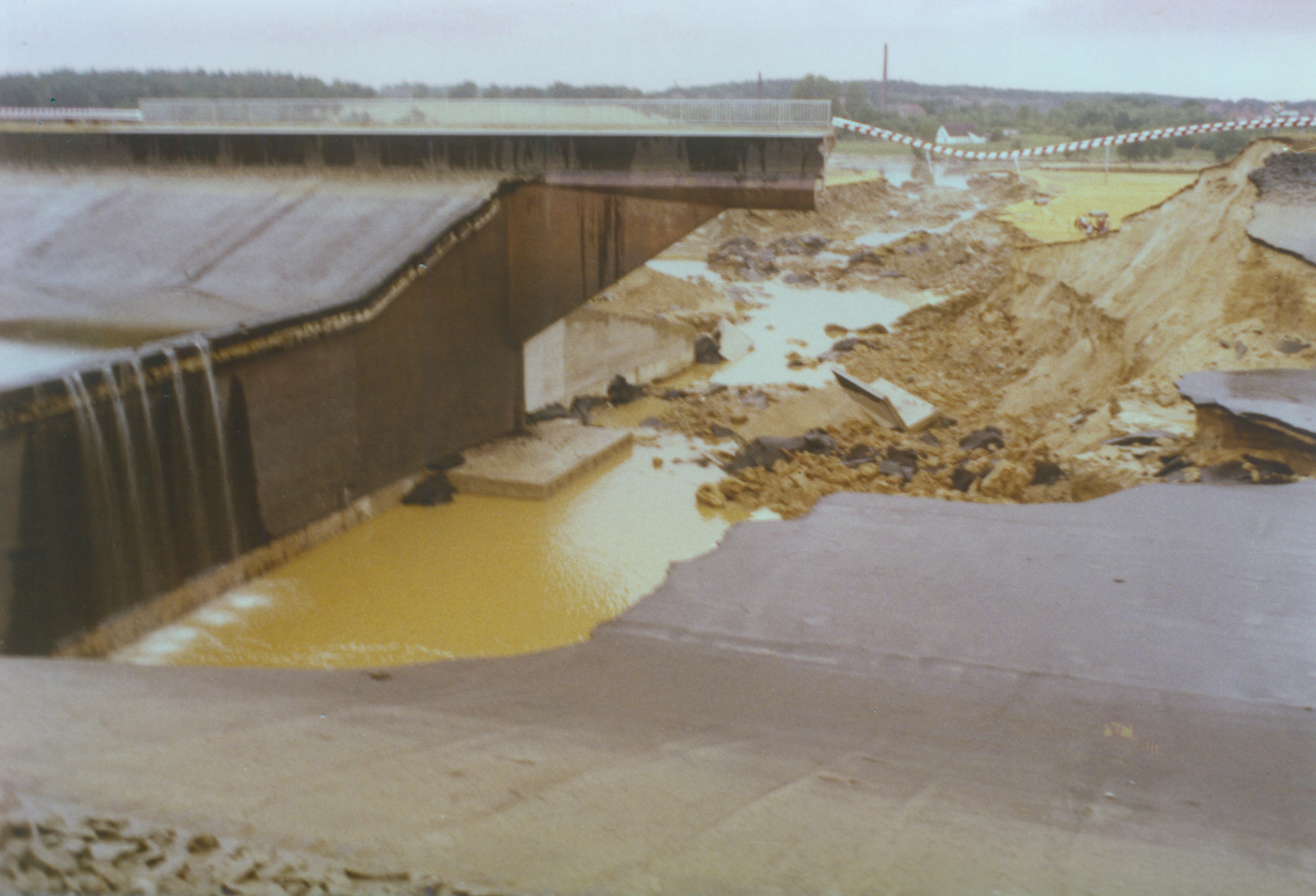
1976: Der Elbe-Seitenkanal bei Artlenburg

- 1976: Wenige Wochen nach der Eröffnung des Elbe-Seitenkanals kommt es zu einem Dammbruch in der Nähe der Gemeinde Adendorf. Etwa vier Millionen Kubikmeter Wasser überfluten das Umland.
- 1995: Auf der Karibikinsel Montserrat bricht der Vulkan Soufrière Hills zum ersten Mal seit 400 Jahren wieder aus.
- 2004: Ein Tornado der Stärke F2 bis F3 richtet vor allem in Duisburg, aber auch in Tönisvorst, Krefeld, Oberhausen und Essen Schäden in dreistelliger Millionenhöhe an und verletzt sieben Menschen.
- 2019: Beim Brandanschlag auf Kyōto Animation werden 36 Menschen getötet und weitere 34 verletzt, das Animationsstudio so schwer in Mitleidenschaft gezogen, dass es wenige Monate später abgerissen wird. Es handelt sich um einen der verlustreichsten Anschläge der japanischen Nachkriegsgeschichte.

Kleinere Unglücksfälle sind in den Unterartikeln von Katastrophe und in der Liste von Katastrophen aufgeführt.

### Sport

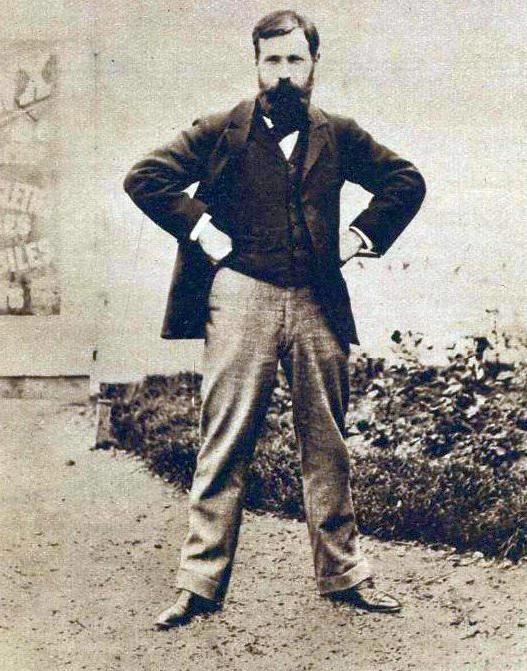
1897: Henri Desgrange

- 1897: Das Parc des Princes in Paris wird als Radrennbahn eröffnet. Henri Desgrange wird erster Direktor.
- 1976: Bei den Olympischen Sommerspielen in Montreal erhält die 14-jährige Rumänin Nadia Comăneci als erste Turnerin überhaupt die Höchstnote 10,0 für ihre Übung auf dem Stufenbarren, eine Note, die sie bei diesen Spielen noch sechs weitere Male erhalten wird.
- 1995: Bei einem Sturz auf einer Abfahrt in den Pyrenäen auf der 15. Etappe der Tour de France verunglückt Fabio Casartelli tödlich.

Einträge von Leichtathletik-Weltrekorden befinden sich unter der jeweiligen Disziplin unter Leichtathletik.
Einträge zu Fußballweltmeisterschaftsspielen finden sich in den Unterseiten von Fußball-Weltmeisterschaft. Das Gleiche gilt für Fußball-Europameisterschaften.

## Geboren

### Vor dem 18. Jahrhundert
- 1013: Hermann von Reichenau, deutscher Mönch, Historiker und Schriftsteller, Musiker, Mathematiker und Astronom
- 1244: John de Vescy, englischer Adeliger, Militär und Diplomat
- 1357: Jeongjong, König von Korea
- 1439: Johann IV., Herzog von Sachsen-Lauenburg

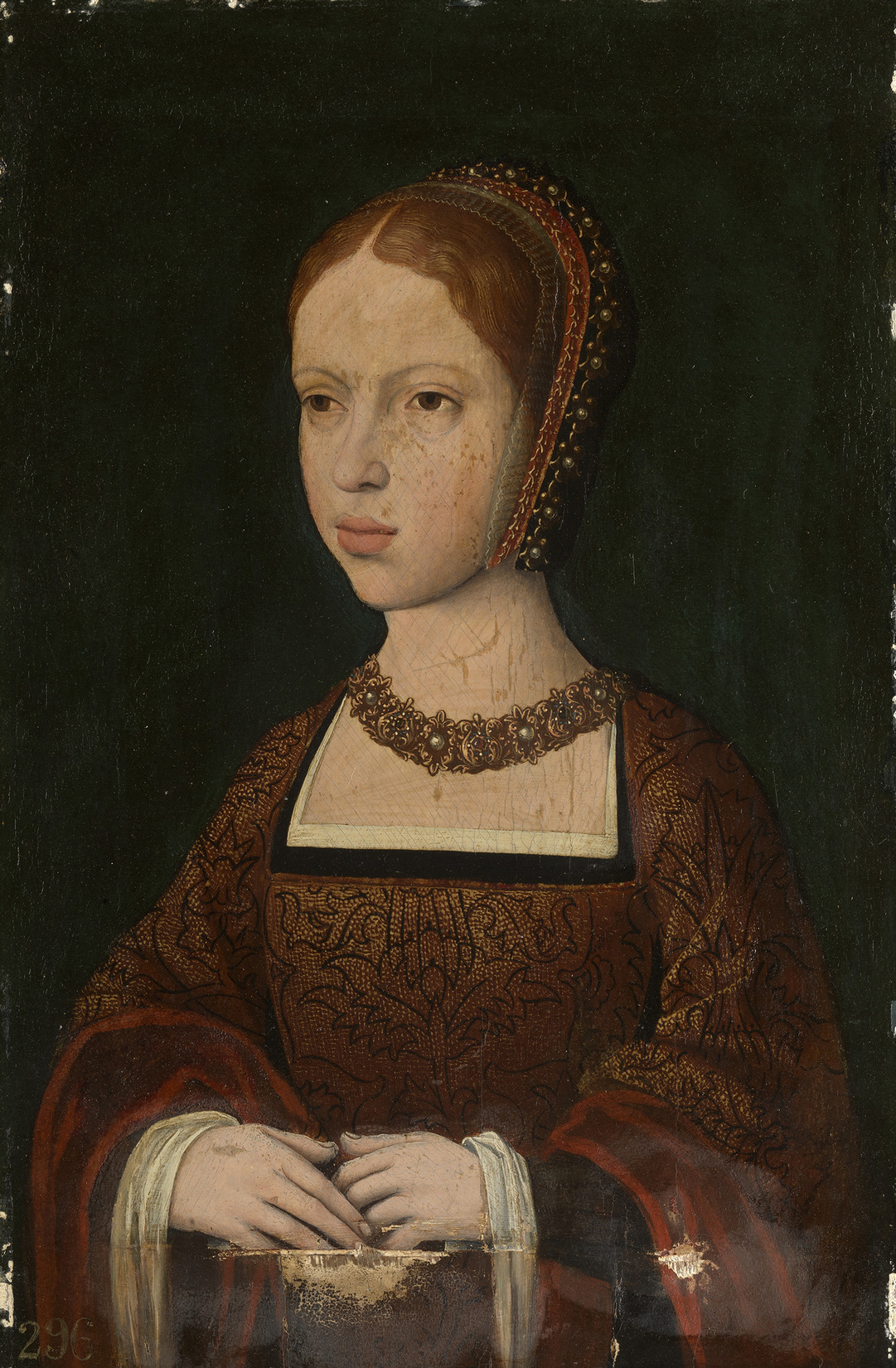
Isabella von Österreich (* 1501)

- 1459: Wok II. von Rosenberg, böhmischer Adeliger
- 1501: Isabella von Österreich, dänische Königin
- 1504: Heinrich Bullinger, Schweizer Kirchenreformator
- 1523: Georg II. von Brieg, Herzog von Liegnitz-Brieg-Wohlau
- 1534: Zacharias Ursinus, deutscher reformierter Theologe
- 1552: Rudolf II., deutscher Kaiser
- 1601: Philipp I., erster Graf zu Schaumburg-Lippe
- 1634: Johannes Camphuys, Generalgouverneur von Niederländisch-Ostindien
- 1659: Hyacinthe Rigaud, französischer Porträtmaler
- 1670: Giovanni Bononcini, italienischer Violoncellospieler und Komponist
- 1673: Hedwig Elisabeth Amalia von der Pfalz, durch Heirat Kronprinzessin von Polen

### 18. Jahrhundert
- 1702: Maria Clementina Sobieska, polnische Prinzessin, Titularkönigin von Großbritannien, Irland und Frankreich
- 1712: Karl Friedrich, Herzog von Sachsen-Meiningen
- 1713: Wolfgang Ludwig Hörmann von und zu Gutenberg, deutscher Kanzleidirektor und Stadtchronist
- 1720: Franz Xaver von Hohenzollern-Hechingen, österreichischer Feldmarschallleutnant

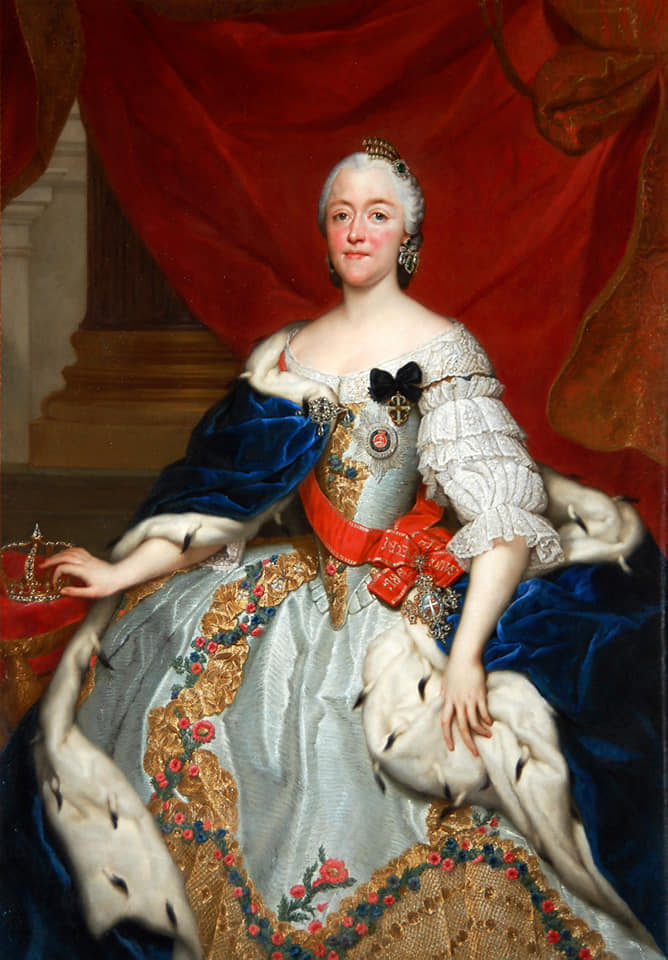
Maria Antonia (* 1724)

- 1724: Maria Antonia von Bayern, Kurfürstin von Sachsen und deutsche Dichterin
- 1728: Pietro Arduino, italienischer Botaniker
- 1747: Johann Absolon, böhmischer Musiker
- 1753: Maria Anna von Pfalz-Zweibrücken, Pfalzgräfin von Birkenfeld-Gelnhausen und Herzogin in Bayern
- 1768: Jean-Robert Argand, Buchhändler und Amateurmathematiker
- 1773: Johann Karl Heinrich von Zobel, deutscher Theologe
- 1775: Karl von Rotteck, deutscher Historiker und Politiker
- 1778: Johann Friedrich Erdmann, deutscher Mediziner
- 1779: Christian Gottlob Hammer, deutscher Maler und Kupferstecher
- 1779: Gottlob König, deutscher Forstwissenschaftler
- 1780: Bartolomeo Ferrari, italienischer Bildhauer
- 1783: Karl Thomas zu Löwenstein-Wertheim-Rosenberg, österreichischer Offizier
- 1793: Franz Dorotheus Gerlach, deutscher Altphilologe und Althistoriker
- 1793: Maria Caroline Gibert de Lametz, Fürstin von Monaco
- 1796: Immanuel Hermann Fichte, deutscher Theologe und Philosoph
- 1797: Eduard Harkort, deutscher Bergbauingenieur und Offizier
- 1800: Georg Heinrich Wolf von Arnim, deutscher Eisenhütten- und Bergbauunternehmer

### 19. Jahrhundert

#### 1801–1850
- 1801: Daniel Wamosy, Hamburger Buchbinder und Fabrikant, Mitglied der Hamburgischen Bürgerschaft

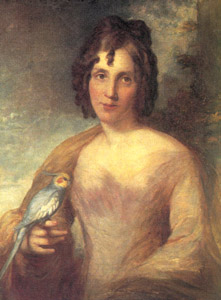
Elizabeth Gould (* 1804)

- 1804: Elizabeth Gould, britische Illustratorin
- 1805: Johann Gustav Stickel, deutscher evangelischer Theologe, Orientalist und Numismatiker
- 1806: Erwin Speckter, deutscher Maler
- 1811: William Makepeace Thackeray, britischer Schriftsteller
- 1813: Pierre Alphonse Laurent, französischer Mathematiker
- 1821: Pauline Viardot-García, französische Künstlerin
- 1826: Mariano Ignacio Prado, peruanischer Staatspräsident
- 1831: Johann Martin Schleyer, deutscher Priester, Lyriker und Philanthrop
- 1832: Leopold von Pezold, deutsch-baltischer Journalist
- 1840: Giovanni Arcangeli, italienischer Botaniker
- 1840: Wassil Lewski, Revolutionär und Ideologe der bulgarischen Freiheitsbewegung
- 1841: Henriette Johanne Marie Müller, Hamburger Original
- 1842: Louis Debierre, französischer Orgelbauer
- 1845: Tristan Corbière, französischer Lyriker
- 1845: Michael Johannes Antonius Lans, niederländischer Komponist, Musikwissenschaftler und Priester
- 1848: Amédée Dutacq, französischer Komponist
- 1849: Hugo Riemann, deutscher Musiktheoretiker und -historiker, -pädagoge und -lexikograph

#### 1851–1900

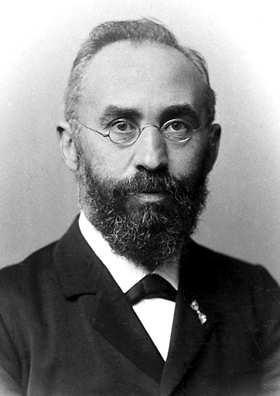
Hendrik Antoon Lorentz (* 1853)

- 1853: Hendrik Antoon Lorentz, niederländischer Mathematiker und Physiker, Nobelpreisträger
- 1856: Alfred Wiedemann, deutscher Ägyptologe
- 1862: Kadambini Ganguly, indische Medizinerin
- 1864: Ricarda Huch, deutsche Schriftstellerin, Dichterin und Erzählerin

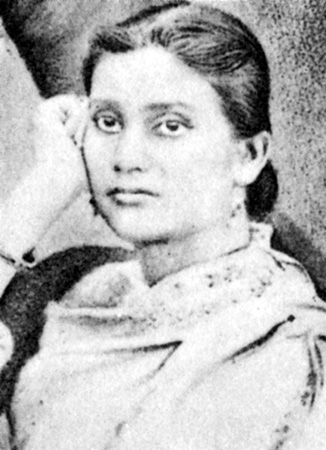
Kadambini Ganguly (* 1862)

- 1865: Martin Donndorf, deutscher Kommunalpolitiker, Oberbürgermeister von Weimar
- 1865: Robert Gradmann, deutscher Pfarrer und Geograph, Botaniker und Landeskundler
- 1866: Hugo Güldner, deutscher Motorenbauer und Technikpionier
- 1869: Émilienne d’Alençon, französische Tänzerin und Schauspielerin
- 1869: Walter Gottfried von Auwers, deutscher Jurist und Politiker
- 1870: Emil Młynarski, polnischer Dirigent, Geiger, Musikpädagoge und Komponist
- 1871: Giacomo Balla, italienischer Maler des Futurismus

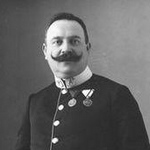
Julius Fučík (* 1872)

- 1872: Julius Fučík, tschechischer Komponist und Kapellmeister
- 1874: Otto Hörsing, deutscher Politiker
- 1874: Jakub Lorenc-Zalěski, sorbischer Schriftsteller und Publizist
- 1876ː Marie Christine Kohler, US-amerikanische Sozialaktivistin und Wohltäterin
- 1876ː Emmy Remolt-Jessen, deutsche Theaterschauspielerin und Schauspiellehrerin
- 1877ː Julie de Graag, niederländische Malerin
- 1879: Paul Mendelssohn Bartholdy der Jüngere, deutscher Chemiker und Industrieller
- 1883: Hermann Baden, deutscher Präsident des Verbandes Jüdischer Gemeinden in der DDR
- 1883: Franz Ippisch, österreichischer Cellist und Komponist
- 1883: Jiang Kanghu, chinesischer Politiker und Literaturwissenschaftler
- 1884: Herman Jurgens, niederländischer Fußballspieler
- 1886: Stephanie Hollenstein, österreichische Malerin des Expressionismus
- 1886: Friedrich Meinzolt, deutscher Jurist

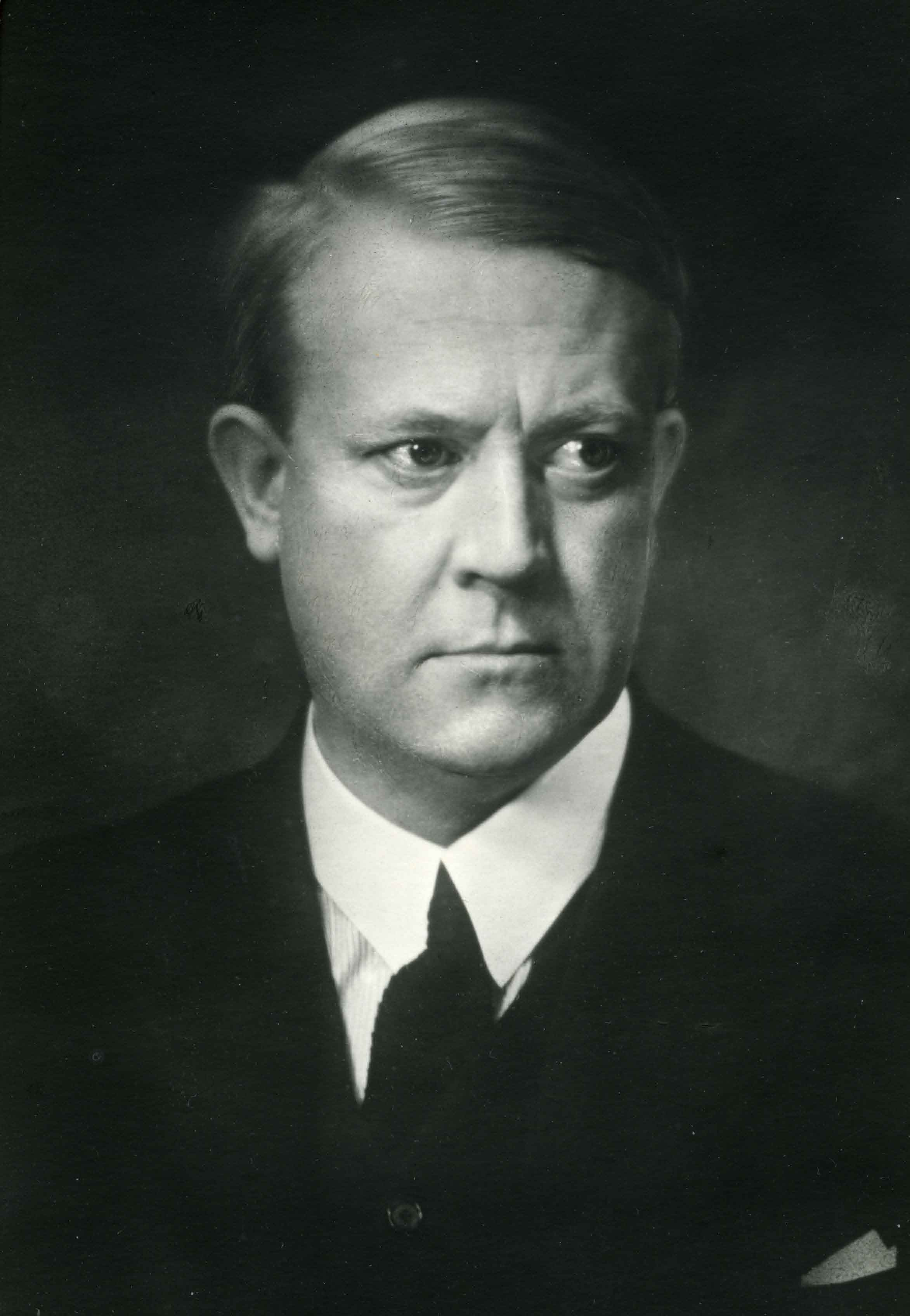
Vidkun Quisling (* 1887)

- 1887: Vidkun Quisling, norwegischer Offizier und Politiker, Minister, Führer der Nasjonal Samling, Ministerpräsident
- 1890: Georges Boréal, französischer Automobilrennfahrer
- 1890ː Tilly Feiner, österreichische Sängerin, Bühnen- und Filmschauspielerin, Opfer der Shoa
- 1890: Frank Forde, australischer Politiker, Premierminister
- 1890ː Berta Schäfer, deutsche Widerstandskämpferin in der NS-Zeit, Opfer der Shoa
- 1890: Charles Erwin Wilson, US-amerikanischer Manager und Politiker, Verteidigungsminister
- 1891: Emil Julius Gumbel, deutscher Mathematiker und Publizist
- 1891: Alexander Popovich, österreichischer Fußballspieler und -trainer
- 1891ː Helene Stähelin, Schweizer Mathematikerin, Lehrerin und Friedensaktivistin
- 1892: Arthur Friedenreich, brasilianischer Fußballspieler
- 1892: Karl Scharrer, österreichischer Agrikulturchemiker
- 1894: Armand James Quick, US-amerikanischer Arzt und Chemiker
- 1894: Willy Julius Rosen, deutscher Kabarettist, Komponist und Texter
- 1894: Bernard Wagenaar, US-amerikanischer Komponist und Geiger
- 1895: Fritz Amreich, österreichischer Politiker, MdR
- 1895: George R. Kelly, US-amerikanischer Gangster
- 1896: Franz Eccard von Bentivegni, deutscher General
- 1899: Grete Hinterhofer, österreichische Pianistin, Musikpädagogin und Komponistin
- 1900: Herbert Hennies, deutscher Schauspieler, Hörspielsprecher, Schriftsteller und Liedtexter
- 1900: Nathalie Sarraute, französische Schriftstellerin

### 20. Jahrhundert

#### 1901–1925

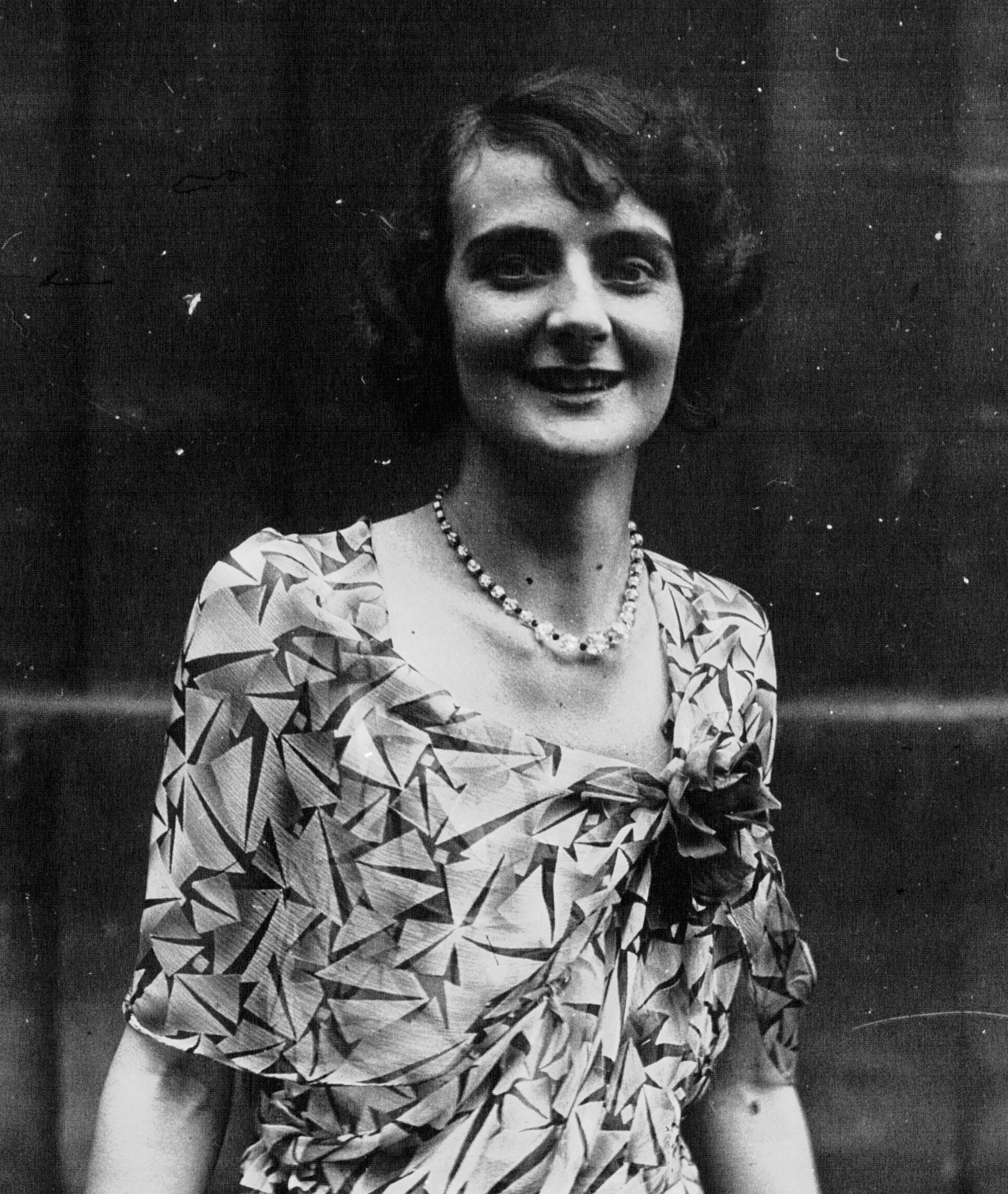
Yvonne Desportes (* 1907)

- 1901: Stanisław Mikołajczyk, polnischer Exilpremier
- 1902: Juan Manuel Tato, argentinischer Mediziner, Hochschullehrer und Autor
- 1902: Karel Mengelberg, niederländischer Komponist, Dirigent und Musikschriftsteller
- 1903: Victor Gruen, österreichischer Stadtplaner und Architekt
- 1903: Zoltán Horusitzky, ungarischer Komponist, Pianist und Musikpädagoge
- 1903: Božidar Kunc, kroatischer Komponist und Pianist
- 1905: Hugh Caulfield Hamilton, nordirischer Automobilrennfahrer
- 1905ː Mary Sears, US-amerikanische Ozeanographin
- 1906: Sidney Darlington, US-amerikanischer Elektroingenieur
- 1906: Clifford Odets, US-amerikanischer Dramatiker
- 1907: Yvonne Desportes, französische Komponistin
- 1908: Beatrice Aitchison, US-amerikanische Mathematikerin
- 1908: Barry Gray, britischer Musiker und Komponist
- 1908: Siegbert Hummel, deutscher Tibetologe und Sinologe
- 1908: Lupe Vélez, mexikanische Schauspielerin

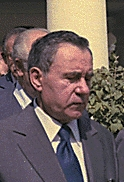
Andrei Andrejewitsch Gromyko (* 1909)

- 1909: Andrei Andrejewitsch Gromyko, sowjetischer Politiker und Botschafter, Außenminister, Staatsoberhaupt
- 1910: Max Meid, Frankfurter Architekt
- 1910: Willi Narloch, deutscher Schauspieler und Regisseur
- 1910: Jost Ribary, Schweizer Komponist, Kapellmeister, Klarinetten- und Saxophonspieler
- 1912: Clemens Heselhaus, deutscher Germanist und Literaturwissenschaftler
- 1912: Lilly Stepanek, österreichische Schauspielerin
- 1913: Eric Pohlmann, österreichisch-britischer Schauspieler und Synchronsprecher
- 1913: Red Skelton, US-amerikanischer Schauspieler und Komiker

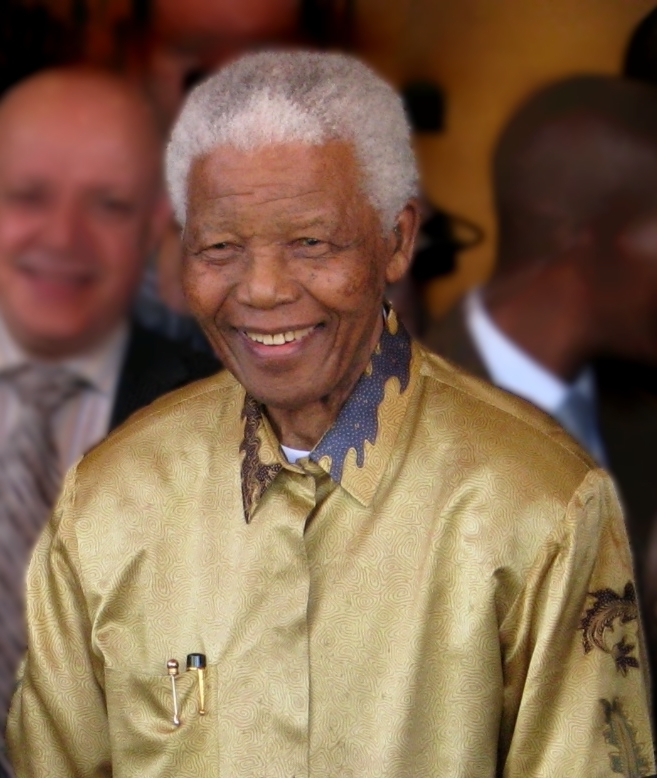
Nelson Mandela (* 1918)

- 1914: Gino Bartali, italienischer Radrennfahrer
- 1914: Herbert Collum, deutscher Kirchenmusiker
- 1915: Karl Bednarik, Wiener Maler und Schriftsteller
- 1916: Kenneth Armitage, britischer Bildhauer
- 1917: Paco Escribano, dominikanischer Humorist
- 1917: Yrsa von Leistner, deutsche Malerin
- 1917: Henri Salvador, französischer Chansonnier, Gitarrist und Fernseh-Moderator
- 1918: Oscar Arredondo, kubanischer Paläontologe
- 1918: Richard Goodchild, britischer Provinzialrömischer Archäologe
- 1918: Helene Loebenstein, österreichische Arabistin und Papyrologin

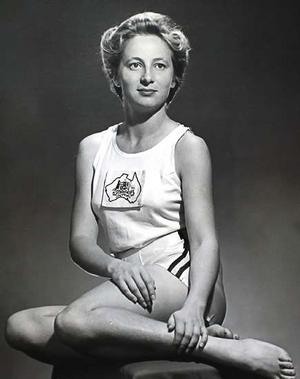
Shirley Strickland (* 1925)

- 1918: Nelson Mandela, südafrikanischer Politiker und Anti-Apartheid-Kämpfer, Staatspräsident, Nobelpreisträger
- 1920: Eric Brandon, britischer Automobilrennfahrer
- 1921: Aaron T. Beck, US-amerikanischer Psychiater
- 1921: Heinz Bennent, deutscher Schauspieler
- 1921: Siegfried Böhm, deutscher Kamera-Konstrukteur
- 1921: John Glenn, US-amerikanischer Testpilot und Astronaut
- 1921: Richard Leacock, britischer Regisseur und Kameramann
- 1921: Hans Leipelt, deutsches Mitglied der Weißen Rose
- 1922: Alfred Dost, deutscher Wirtschaftswissenschaftler und Hochschullehrer
- 1922: Georg Kreisler, österreichischer Kabarettist, Komponist, Satiriker und Schriftsteller
- 1922: Thomas S. Kuhn, US-amerikanischer Physiker, Wissenschaftstheoretiker und -historiker
- 1923: Hans-Joachim Marx, deutscher Komponist und Dirigent
- 1923: Michael Medwin, britischer Schauspieler
- 1923: Héctor Tosar, uruguayischer Komponist
- 1924: Wolfram Dorn, deutscher Politiker, MdB
- 1925: François Augiéras, französischer Autor
- 1925: Shirley Strickland de la Hunty, australische Leichtathletin, Olympiasiegerin
- 1925: Friedrich Zimmermann, deutscher Politiker, MdB, Bundesminister

#### 1926–1950
- 1926: Elisabeth Müller, Schweizer Schauspielerin
- 1927: Ludwig Harig, deutscher Schriftsteller
- 1927: Kurt Masur, deutscher Dirigent
- 1928: Simon Vinkenoog, niederländischer Schriftsteller und Dichter
- 1929: Screamin’ Jay Hawkins, US-amerikanischer Sänger

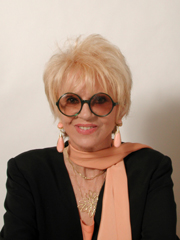
Franca Rame (* 1929)

- 1929: Franca Rame, italienische Künstlerin und Politikerin
- 1930: Siegfried Kurz, deutscher Dirigent und Komponist
- 1930: Franz Pischinger, österreichischer Maschinenbauingenieur, Gründer der FEV
- 1932: Jewgeni Alexandrowitsch Jewtuschenko, sowjetischer Dichter und Schriftsteller
- 1932: Henning Palner, dänischer Schauspieler und Synchronsprecher
- 1933: Alicia Steimberg, argentinische Schriftstellerin und Übersetzerin
- 1934: Edward Bond, britischer Dramatiker
- 1934: Marliese Fuhrmann, deutsche Schriftstellerin
- 1935: Vasile Alexandru, rumänischer Fußballspieler
- 1935: Leni Fischer, deutsche Pädagogin und Politikerin
- 1936: Gerd Böttcher, deutscher Schlagersänger
- 1936: Damian Luca, rumänischer Musiker
- 1937: Roald Hoffmann, polnischer theoretischer Chemiker, Nobelpreisträger
- 1937: Hunter S. Thompson, US-amerikanischer Journalist
- 1938: Buschi Niebergall, deutscher Musiker
- 1938: Renzo Pasolini, italienischer Motorradrennfahrer
- 1938: Ian Stewart, britischer Pianist
- 1938: Paul Verhoeven, niederländischer Regisseur
- 1939: Brian Auger, britischer Musiker
- 1939: Dion DiMucci, US-amerikanischer Sänger und Songschreiber

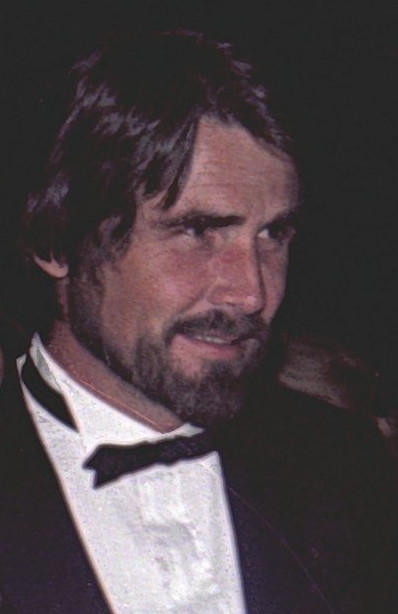
James Brolin (* 1940)

- 1940: James Brolin, US-amerikanischer Schauspieler
- 1941: Frank Farian, deutscher Musikproduzent, Komponist und Sänger

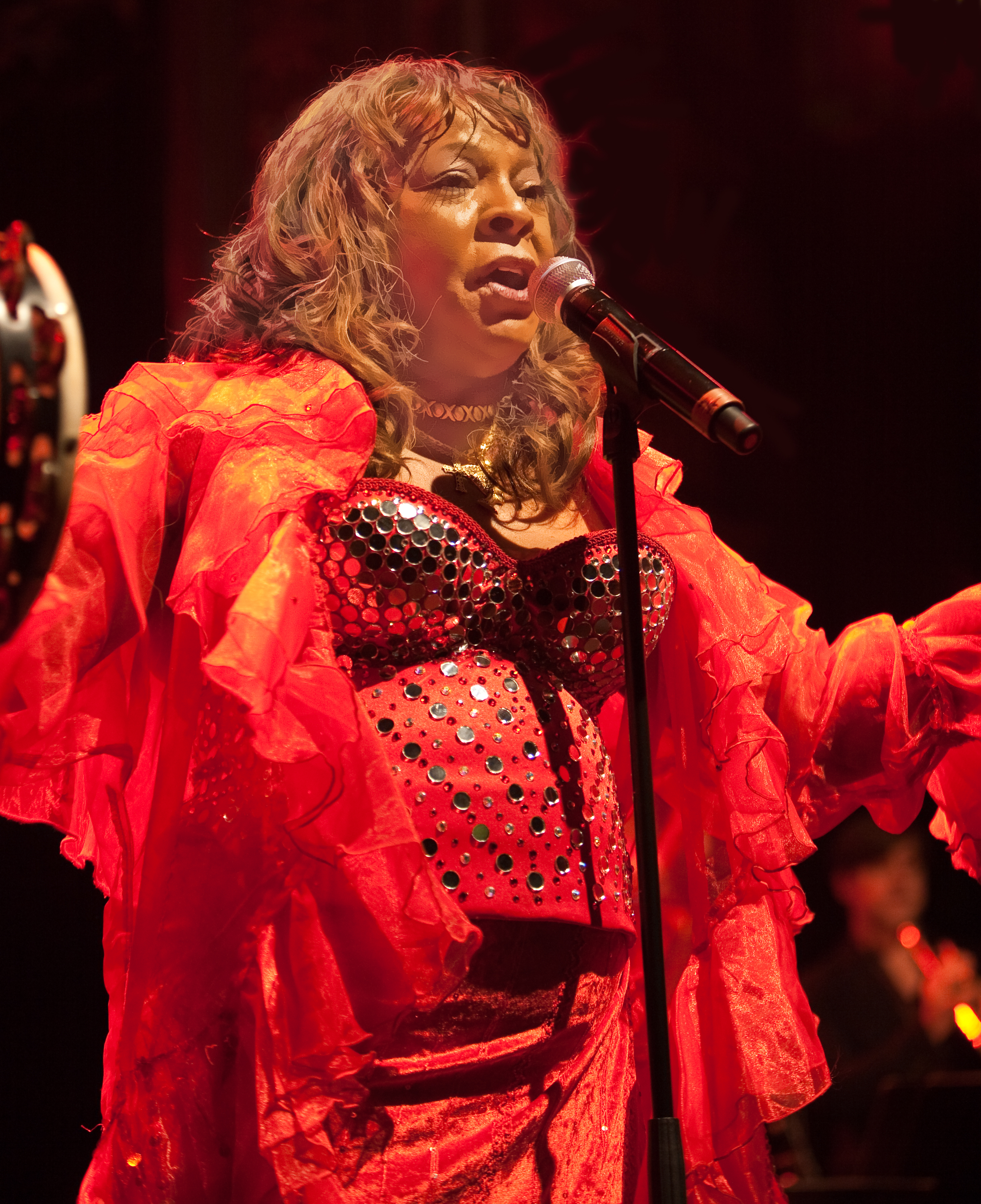
Martha Reeves (* 1941)

- 1941: Lonnie Mack, US-amerikanischer Musiker
- 1941: Martha Reeves, US-amerikanische Sängerin
- 1941: Gloster Richardson, US-amerikanischer American-Football-Spieler
- 1942: Giacinto Facchetti, italienischer Fußballspieler
- 1942: Klaus Göbel, deutscher Musiker
- 1942: Walter Kreye, deutscher Schauspieler
- 1942: Arrigo Miglio, italienischer Kardinal, Erzbischof von Cagliari
- 1942: Adolf Ogi, Schweizer Bundesrat
- 1942: Gertrud Schmidt, deutsche Leichtathletin
- 1942: Toni Vescoli, Schweizer Musiker
- 1943: Willie Green, britischer Automobilrennfahrer
- 1943: Reinhard Steege, deutscher Jurist und Richter am Bundessozialgericht
- 1944: Georges Anglade, haïtianisch-kanadischer Schriftsteller, Geograph und Politiker
- 1944: Daniel Hell, Schweizer Psychiater und Autor
- 1945: Ugo Ferrante, italienischer Fußballspieler
- 1946: Siegfried Broß, deutscher Richter des Bundesverfassungsgerichts
- 1946: Karel de Rooij, niederländischer Musiker und Kabarettist
- 1947: Helke Misselwitz, deutsche Regisseurin
- 1947: Jörg Ziercke, deutscher Präsident des Bundeskriminalamts
- 1948: Bice Curiger, Schweizer Kunstwissenschaftlerin
- 1948: Hartmut Michel, deutscher Biochemiker
- 1949: Dorothea Meissner, deutsche Schauspielerin
- 1950: Richard Branson, britischer Unternehmer
- 1950: Jack Layton, kanadischer Politiker
- 1950: Jakob Tanner, Schweizer Historiker

#### 1951–1975
- 1951: Henry Caicedo, kolumbianischer Fußballspieler
- 1951: Elio Di Rupo, belgischer Politiker
- 1952: James Forbes, US-amerikanischer Basketballspieler und -trainer
- 1952: Klaus Moegling, deutscher Lehrer, Politikdidaktiker sowie Sportwissenschaftler
- 1952: Karl-Friedrich Stenner-Borghoff, deutscher Eishockeyspieler
- 1953: Neil Stubenhaus, US-amerikanischer Musiker
- 1954: Takashi Amano, japanischer Fotograf, Designer, Autor und Aquarianer
- 1954: Ricky Skaggs, US-amerikanischer Country-Musiker
- 1954: Franziska Troegner, deutsche Schauspielerin und Kabarettistin
- 1954: Johann-Dietrich Wörner, deutscher Bauingenieur und Hochschullehrer
- 1955ː Odile Decq, französische Architektin und Stadtplanerin
- 1955: Bernd Fasching, österreichischer Maler und Bildhauer
- 1955: Luis Borda, argentinischer Tango-Gitarrist
- 1956: Meral Akşener, türkische Politikerin
- 1956: Audrey Landers, US-amerikanische Schauspielerin und Sängerin
- 1957: José Pedro Aguiar Branco, portugiesischer Rechtsanwalt und Politiker
- 1958: Thomas Ashton, 4. Baron Ashton of Hyde, britischer Politiker
- 1958: Bent Sørensen, dänischer Komponist
- 1958: Toivo Tulev, estnischer Komponist
- 1959: Jonathan Dove, britischer Komponist
- 1960: Michael Gundlach, deutscher Musiker und Arrangeur

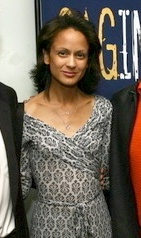
Anne-Marie Johnson (* 1960)

- 1960: Anne-Marie Johnson, US-amerikanische Schauspielerin
- 1961: Conny Kissling, Schweizer Freestyle-Skierin
- 1961: Elizabeth McGovern, US-amerikanische Schauspielerin
- 1961ː Cordula Rau, deutsche Architektin, Publizistin, Kuratorin
- 1961: Eberhard Wagner, österreichischer Schauspieler und Schriftsteller
- 1962: Lee Arenberg, US-amerikanischer Schauspieler
- 1962: Jack Irons, US-amerikanischer Schlagzeuger
- 1963: Marc Girardelli, österreichischer Skifahrer
- 1963: Beate Pfeiffer, deutsche Schauspielerin und Sprecherin
- 1963: Allen Sarven, US-amerikanischer Wrestler
- 1964: Peter Crhak, deutscher Fußballspieler
- 1964: Iris Gleicke, deutsche Politikerin
- 1964: Richard Höfler, deutscher Regisseur und Autor
- 1964: Joachim Llambi, spanischer Bankkaufmann und Börsenmakler, Turniertänzer und -Wertungsrichter
- 1964: Matthias Löb, deutscher Jurist und Politiker
- 1964: Evan Stone, US-amerikanischer Pornodarsteller
- 1964: Wendy Williams, US-amerikanische TV-Moderatorin, Schauspielerin, Autorin und Radiopersönlichkeit
- 1965: Petra Schersing, deutsche Sprinterin
- 1966: Kathrin Neimke, deutsche Kugelstoßerin
- 1966: Sabine Richter, deutsche Sprinterin
- 1967: Miriam Meckel, deutsche Kommunikationswissenschaftlerin
- 1967: Joachim Meyerhoff, deutscher Schauspieler, Regisseur und Schriftsteller

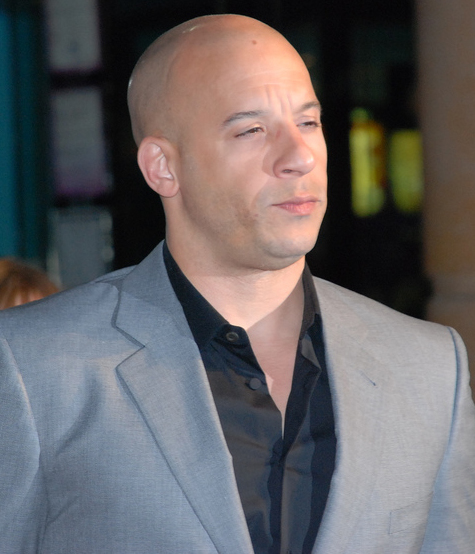
Vin Diesel (* 1967)

- 1967: Vin Diesel, US-amerikanischer Schauspieler
- 1967: José Rodríguez, puerto-ricanischer Boxer
- 1968: Oliver Goetzl, deutscher Tierfilmer und Musiker
- 1969: Hege Riise, norwegische Fußballspielerin
- 1969: Andy Sneap, britischer Musiker und Produzent
- 1970: Sal Abruscato, US-amerikanischer Schlagzeuger, Gitarrist und Sänger
- 1970: Joe Chialo, deutscher Musikmanager und Politiker
- 1970: Tabea Heynig, deutsche Schauspielerin
- 1970: Wladimir Rostislawowitsch Medinski, russischer Politiker und Schriftsteller
- 1971: Penny Hardaway, US-amerikanischer Basketballspieler
- 1971: Heiko Karrer, deutscher Handballspieler und -trainer
- 1972: Olaf Jacobs, deutscher Regisseur, Film- und Fernsehproduzent
- 1972: Michael Wobbe, deutscher V-Mann
- 1973: André Galluzzi, deutscher DJ und Musikproduzent
- 1973: Hoon Lee, US-amerikanischer Schauspieler und Synchronsprecher
- 1973: René Rydlewicz, deutscher Fußballspieler und -trainer
- 1974: Derek Anderson, US-amerikanischer Basketballspieler
- 1975: Roger Beckamp, deutscher Rechtsanwalt und Politiker
- 1975: Bettina Karl, deutsche Juristin
- 1975: Daron Malakian, armenischer Sänger und Gitarrist
- 1975: M. I. A., britische Sängerin

#### 1976–2000
- 1976: Yugo Tsukita, japanischer Freestyle-Skier

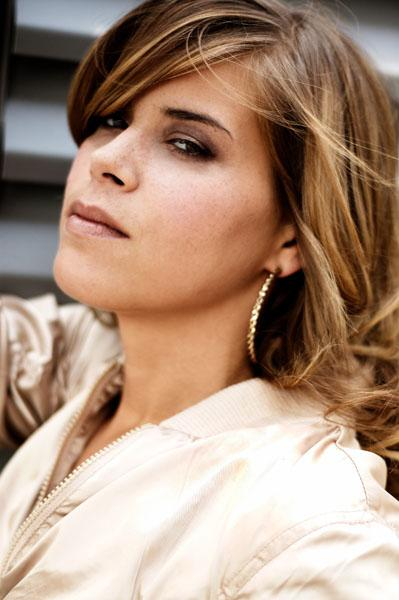
Melbeatz (* 1977)

- 1977: Melbeatz, deutsche Hip-Hop-Produzentin
- 1977: Alexander Sergejewitsch Morosewitsch, russischer Schachspieler
- 1977: Kelly Reilly, britische Schauspielerin
- 1978: Robert Besta, deutscher Schauspieler und Regisseur
- 1978: Tomas Danilevičius, litauischer Fußballspieler
- 1978: Swen Enderlein, deutscher Endurosportler
- 1979: Karl Angerer, deutscher Bobpilot
- 1979: Dominique Siassia, deutsche Schauspielerin
- 1980: Tom Arthurs, britischer Jazzmusiker
- 1980: Gareth Emery, britischer Trance-DJ und Musikproduzent
- 1982: Priyanka Chopra Jonas, indische Schauspielerin, Sängerin und Schönheitskönigin
- 1982: Natalie Spinell, deutsche Schauspielerin, Regisseurin und Hörspielsprecherin.
- 1983: Jan Schlaudraff, deutscher Fußballspieler
- 1983: Hadia Tajik, norwegische Politikerin
- 1984: Kathrin Hölzl, deutsche Skirennläuferin
- 1984: Veli Lampi, finnischer Fußballspieler
- 1984: Ayumi Watase, japanische Skispringerin
- 1985: Chace Crawford, US-amerikanischer Schauspieler
- 1985: James Norton, britischer Schauspieler
- 1986: Simon Clarke, australischer Radrennfahrer

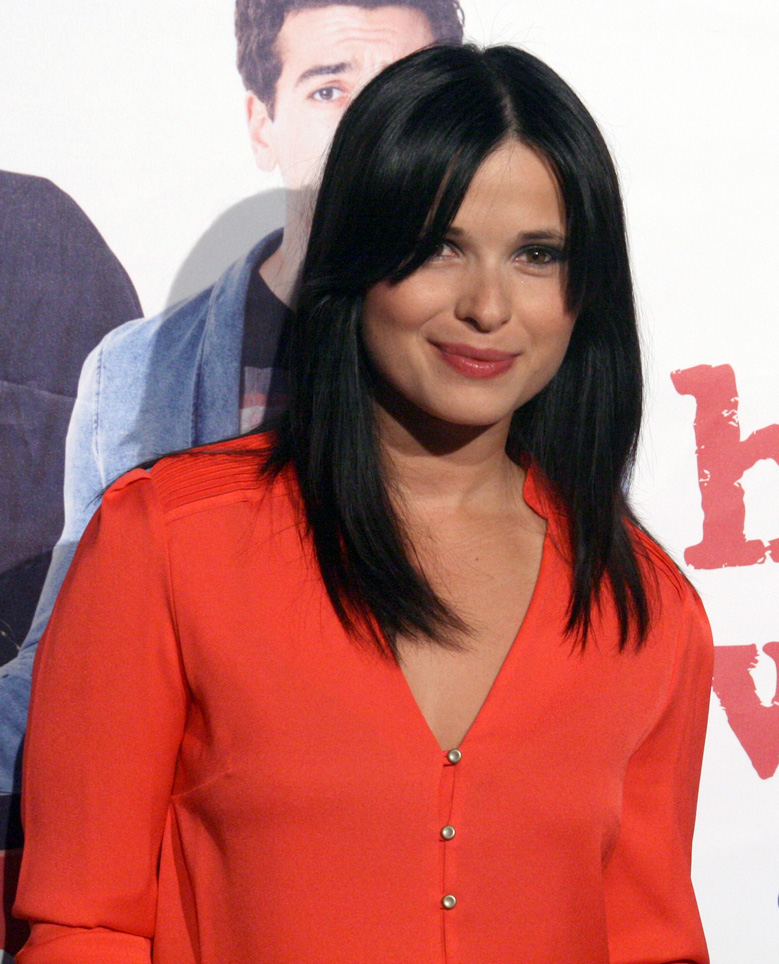
Anna Fischer (* 1986)

- 1986: Anna Fischer, deutsche Schauspielerin und Sängerin
- 1986: Hitomi Tanaka, japanische Pornodarstellerin
- 1987: Carlos Eduardo, brasilianischer Fußballspieler
- 1987: Chloé Graftiaux, belgische Sportkletterin
- 1987: Daniel Sträßer, ist ein deutscher Schauspieler
- 1988: Hakan Arslan, türkischer Fußballspieler
- 1988: Änis Ben-Hatira, tunesisch-deutscher Fußballspieler
- 1989: Semjon Sergejewitsch Antonow, russischer Basketballspieler
- 1989: Lucas Hardt, deutscher Schauspieler
- 1989: Timur Ülker, deutscher Schauspieler und Musiker
- 1990: Oliver Schöpf, österreichischer Fußballspieler

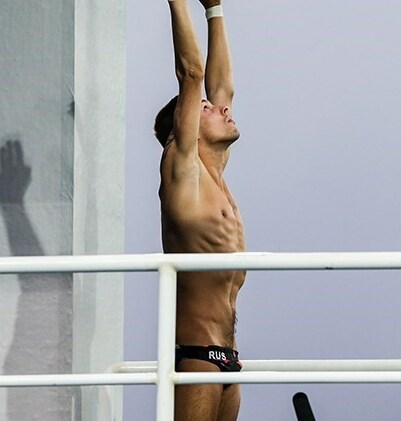
Wiktor Minibajew (* 1991)

- 1991: Wiktor Minibajew, russischer Wasserspringer
- 1991: Florian Wünsche, deutscher Schauspieler
- 1992: Daphné Baiwir, belgische Schauspielerin
- 1992: Bishop Briggs, britische Musikerin
- 1992: Matthias Musche, deutscher Handballspieler
- 1993: Nabil Fekir, französisch-algerischer Fußballspieler
- 1993: Mats Rits, belgischer Fußballspieler
- 1994: Christine Scheyer, österreichische Skirennläuferin
- 1998: Sivert Guttorm Bakken, norwegischer Biathlet
- 2000: Angelina Melnikowa, russische Kunstturnerin

### 21. Jahrhundert

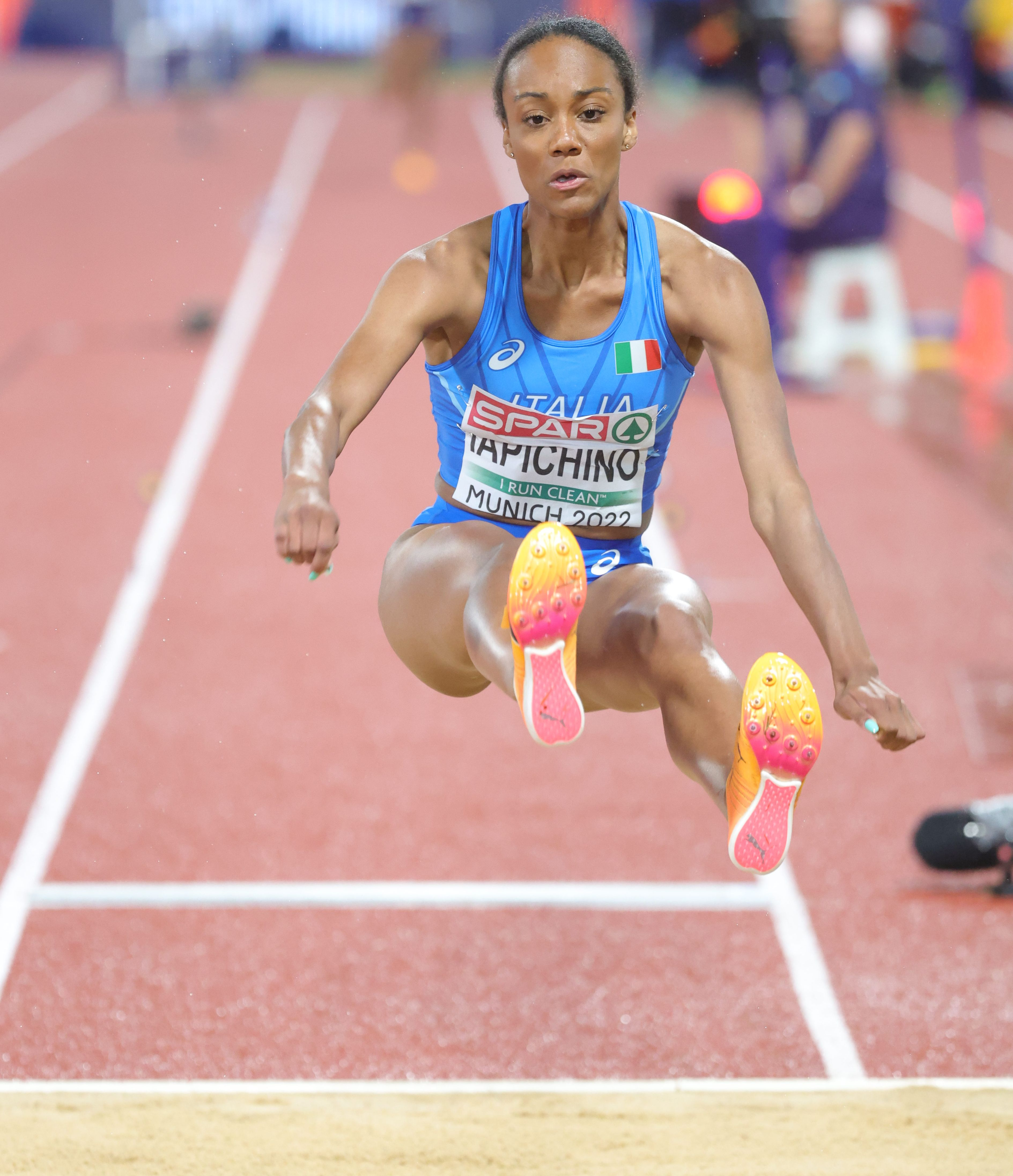
Larissa Iapichino (* 2002)

- 2001: Faride Alidou, deutsch-togoischer Fußballspieler
- 2001: John Broda, deutscher Eishockeyspieler
- 2001: Enzo Fittipaldi, brasilianischer Automobilrennfahrer
- 2002: Larissa Iapichino, italienische Leichtathletin
- 2004: Emma Malewski, deutsche Kunstturnerin
- 2006: Wolodar Mursin, russischer Schachgroßmeister

## Gestorben

### Vor dem 16. Jahrhundert
- 0640: Arnulf von Metz, Stammvater und Hausheiliger der Karolinger
- 0715: Muhammad ibn al-Qasim, umayyadischer Feldherr

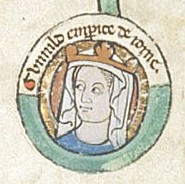
Gunhild von Dänemark († 1038)

- 0838: Friedrich I., Bischof von Utrecht
- 0969: Folcmar, Erzbischof von Köln
- 0984: Dietrich I., Bischof von Metz und Schriftsteller
- 1038: Gunhild von Dänemark, erste Ehefrau Heinrichs III.
- 1046: Elias von Nisibis, Metropolit der ostsyrischen Kirche des Ostens
- 1100: Gottfried von Bouillon, lothringischer Anführer beim Ersten Kreuzzug
- 1180: Heinrich Raspe III., Graf von Gudensberg, jüngerer Sohn des Landgrafen Ludwig II. von Thüringen
- 1185: Stefan von Uppsala, schwedischer Geistlicher und erster Erzbischof von Alt-Uppsala
- 1228: Heinrich, Markgraf von Istrien-Krain sowie Graf von Stein
- 1300: Gerardo Segarelli, italienischer Sektenführer, Gründer der Apostelbrüder, als Häretiker verbrannt
- 1328: Engelbert II. von der Mark, Graf von Aremberg
- 1345: Adam Orleton, englischer Geistlicher, Politiker und Diplomat

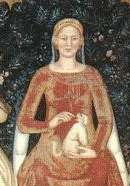
Beatrice Regina della Scala († 1384)

- 1346: Ludwig von Braunschweig-Lüneburg, Bischof von Minden
- 1361: William Dacre, 2. Baron Dacre, englischer Militärangehöriger und Politiker
- 1365: Lorenzo Celsi, 58. Doge von Venedig
- 1384: Beatrice della Scala, Frau von Bernabò Visconti und Herrin von Reggio nell’Emilia
- 1389: Otto II., Graf von Rietberg
- 1397: Heinrich III., Graf von Saarwerden
- 1427: Stefan Lazarević, serbischer Despot und Literat
- 1450: Franz I., Herzog von Bretagne
- 1474: Mahmud Pascha, Großwesir des Osmanischen Reichs
- 1478: Michael Apostolios, griechischer Gelehrter
- 1488: Alvise Cadamosto, italienischer Seefahrer und Entdecker

### 16. und 17. Jahrhundert
- 1506: Elogius Kiburger, Schweizer katholischer Geistlicher und Chronist
- 1516: Marco Vigerio della Rovere, italienischer Geistlicher, Bischof von Senigallia, Ventimiglia und Palestrina, Erzbischof von Trani, Kardinal

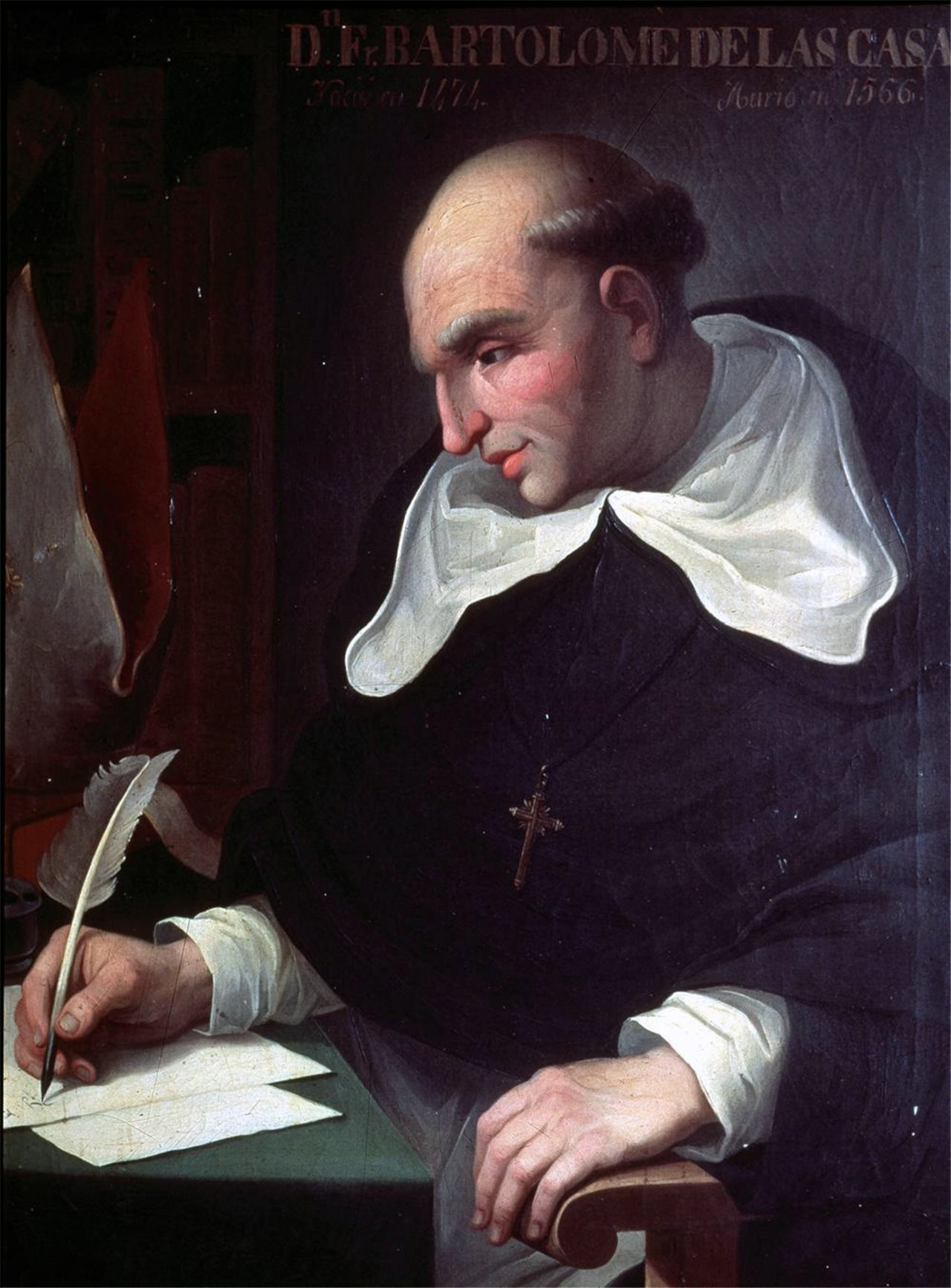
Bartolomé de Las Casas († 1566)

- 1544: Renatus, erster Fürst von Oranien aus dem Hause Nassau
- 1550: Johannes Blasius, Schweizer evangelischer Pfarrer und Reformator
- 1553: Orazio Farnese, Herzog von Castro
- 1556: Seraphin I. von Taxis, Augsburger Postmeister
- 1566: Bartolomé de Las Casas, spanischer Geistlicher, Jurist in den spanischen Kolonien in Amerika

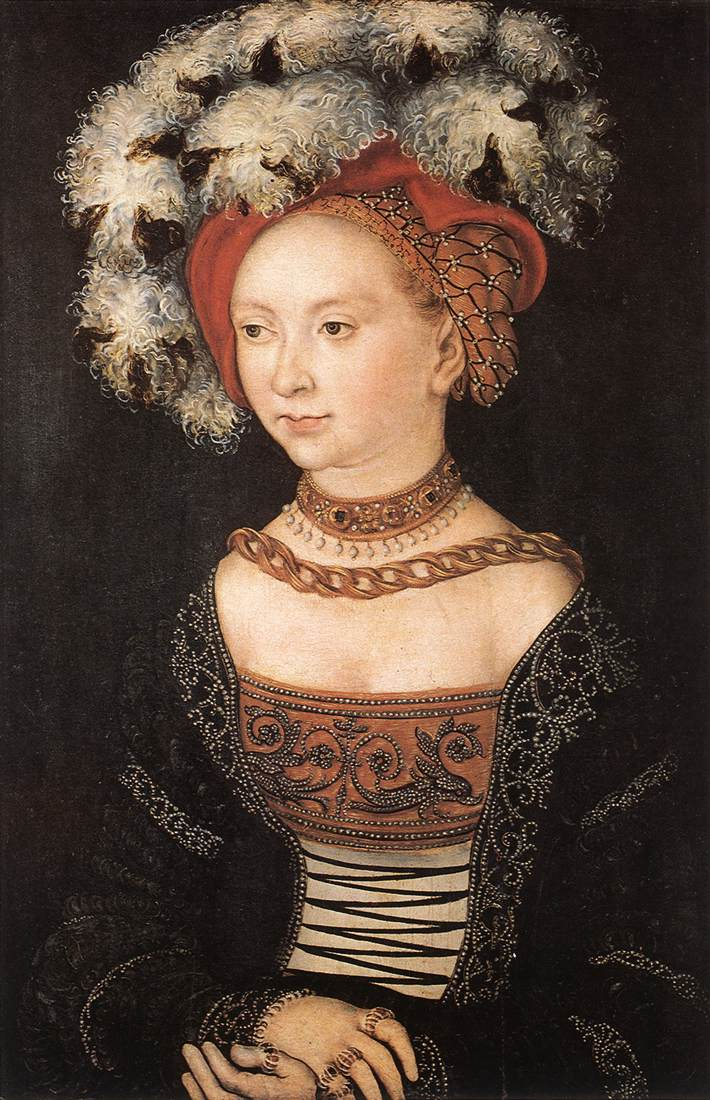
Sibylle von Sachsen († 1592)

- 1569: Anton Lauterbach, deutscher lutherischer Theologe, Superintendent in Pirna
- 1583: Johann Thal, deutscher Arzt und Botaniker
- 1591: Jacobus Gallus, slowenisch-österreichischer Komponist
- 1592: Sibylle von Sachsen, Herzogin von Sachsen-Lauenburg
- 1594: Lorenz Dürnhofer, deutscher evangelischer Theologe
- 1608: Marquard von Ahlefeldt, Herr auf Gut Haselau und Kaden
- 1608: Joachim Friedrich, Kurfürst von Brandenburg und Herzog von Preußen
- 1610: Michelangelo Merisi da Caravaggio, italienischer Maler des Frühbarock
- 1617: Dorothea Maria von Anhalt, Herzogin von Sachsen-Weimar
- 1620: Eva Hohenschildin, Opfer der Hexenverfolgungen in Eichstätt
- 1620: Kunigunde Sterzl, Opfer der Hexenverfolgungen in Eichstätt
- 1628: Johann Friedrich, Herzog von Württemberg
- 1639: Bernhard von Sachsen-Weimar, deutscher Feldherr des Dreißigjährigen Kriegs
- 1642: Wilhelm von Nassau-Siegen, Graf von Nassau in Hilchenbach, niederländischer Feldherr
- 1650: Christoph Scheiner, deutscher Jesuit, Optiker und Astronom
- 1695: Johannes Camphuys, Generalgouverneur von Niederländisch-Ostindien
- 1697: António Vieira, portugiesischer Jesuit, Theologe und Missionar

### 18. Jahrhundert
- 1704: Benjamin Keach, englischer baptistischer Evangelist, Pastor, Liederdichter und Autor
- 1709: Antonio Franchi, italienischer Maler und Kunsttheoretiker
- 1718: Friedrich Adolf, Graf von Lippe-Detmold

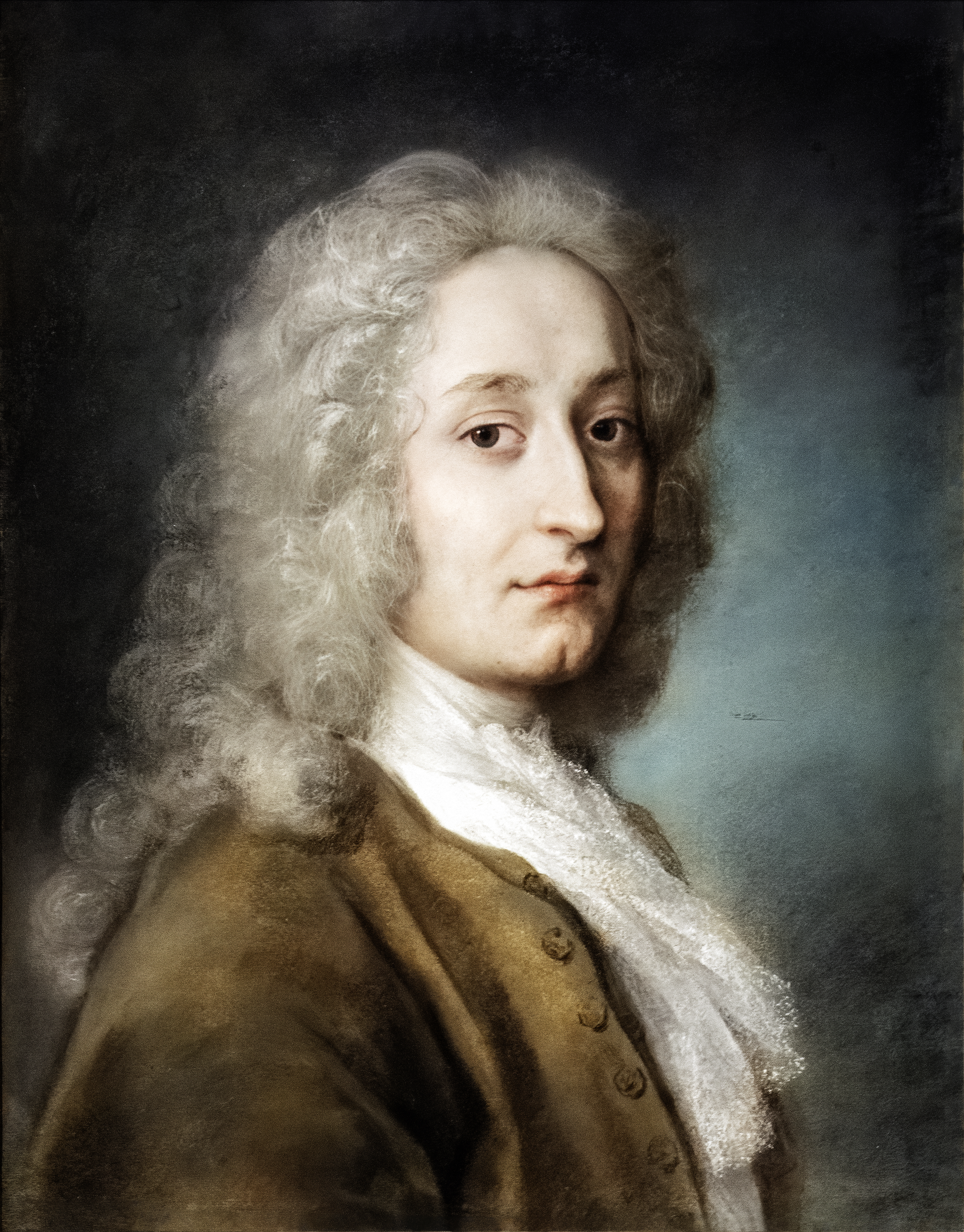
Antoine Watteau († 1721)

- 1721: Antoine Watteau, französischer Maler
- 1722: Johann Heinrich Hävecker, deutscher Theologe und Histograph
- 1725: Franz Xaver Bovius, deutscher katholischer Priester und Hersteller von Sonnenuhren
- 1727: Franz Anton von Harrach, Fürstbischof von Wien und Fürsterzbischof von Salzburg
- 1729: Joseph Karl, Pfalzgraf und Erbprinz von Pfalz-Sulzbach
- 1730: François de Neufville, duc de Villeroy, französischer General und Marschall von Frankreich
- 1735: Johann Krieger, deutscher Organist und Komponist
- 1753: Johann Dietrich Busch, deutscher Orgelbauer
- 1760: Philippe Mercier, französisch-deutscher Maler
- 1764: Heinrich Giller, Schweizer Kaufmann und Mitglied der Herrnhuter Brüdergemeine
- 1765: Philipp, Herzog von Parma, Piacenza und Guastalla
- 1769: Christoph Jacob Trew deutscher Arzt und Botaniker
- 1771: Alexei Grigorjewitsch Rasumowski, russischer Feldmarschall und Liebhaber von Kaiserin Elisabeth Petrowna
- 1774: Thomas Fitch, britischer Politiker und Gouverneur der Colony of Connecticut
- 1777: James Glen, britischer Gouverneur der Province of South Carolina
- 1785: Stanislaw Czerniewicz, polnischer Ordensgeneral
- 1792: John Paul Jones, schottischer Pirat, Seeheld, Marinepionier und Freiheitskämpfer
- 1795: Andreas Nitsche, sorbischer Reisender und Gelehrter
- 1800: John Rutledge, US-amerikanischer Politiker, Gouverneur von South Carolina und Oberster Bundesrichter

### 19. Jahrhundert

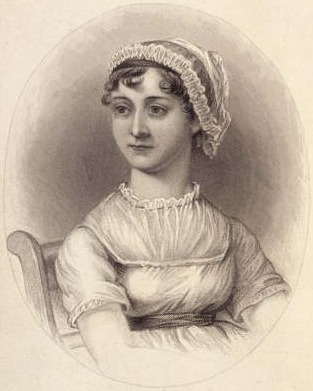
Jane Austen († 1817)

- 1817: Jane Austen, britische Schriftstellerin
- 1818: Georg Carl von Bandel, preußischer Regierungsdirektor
- 1819: Barthélemy Faujas de Saint-Fond, französischer Geologe und Vulkanologe
- 1826: Isaac Shelby, US-amerikanischer Offizier und erster Gouverneur Kentuckys
- 1837: Kasimir von Auer, deutscher Offizier
- 1845: Giovanni Salucci, italienischer Architekt
- 1849: Jonathan Bätz, niederländischer Orgelbauer
- 1868: Emanuel Leutze, US-amerikanischer Maler
- 1869: Laurent Clerc, US-amerikanischer Gehörlosen-Lehrer
- 1872: Benito Juárez, mexikanischer Staatspräsident
- 1873: Delos R. Ashley, US-amerikanischer Politiker
- 1873: Ferdinand David, deutscher Komponist
- 1875: Jane Griffin, britische Adelige und Abenteuerin
- 1875: Friedrich Lange, deutscher Maler
- 1876: Karl Simrock, deutscher Dichter und Schriftsteller
- 1877: Alexander von Frantzius, deutscher Mediziner, Zoologe und Anthropologe
- 1879: William Farquhar Barry, US-amerikanischer General
- 1879: Karl von Weber, deutscher Historiker
- 1881: Wilhelm Seyfferth, Leipziger Bankier, Unternehmer und Pionier des Eisenbahnwesens
- 1882: Carl Hesse, deutscher Orgelbauer in Wien und Triest

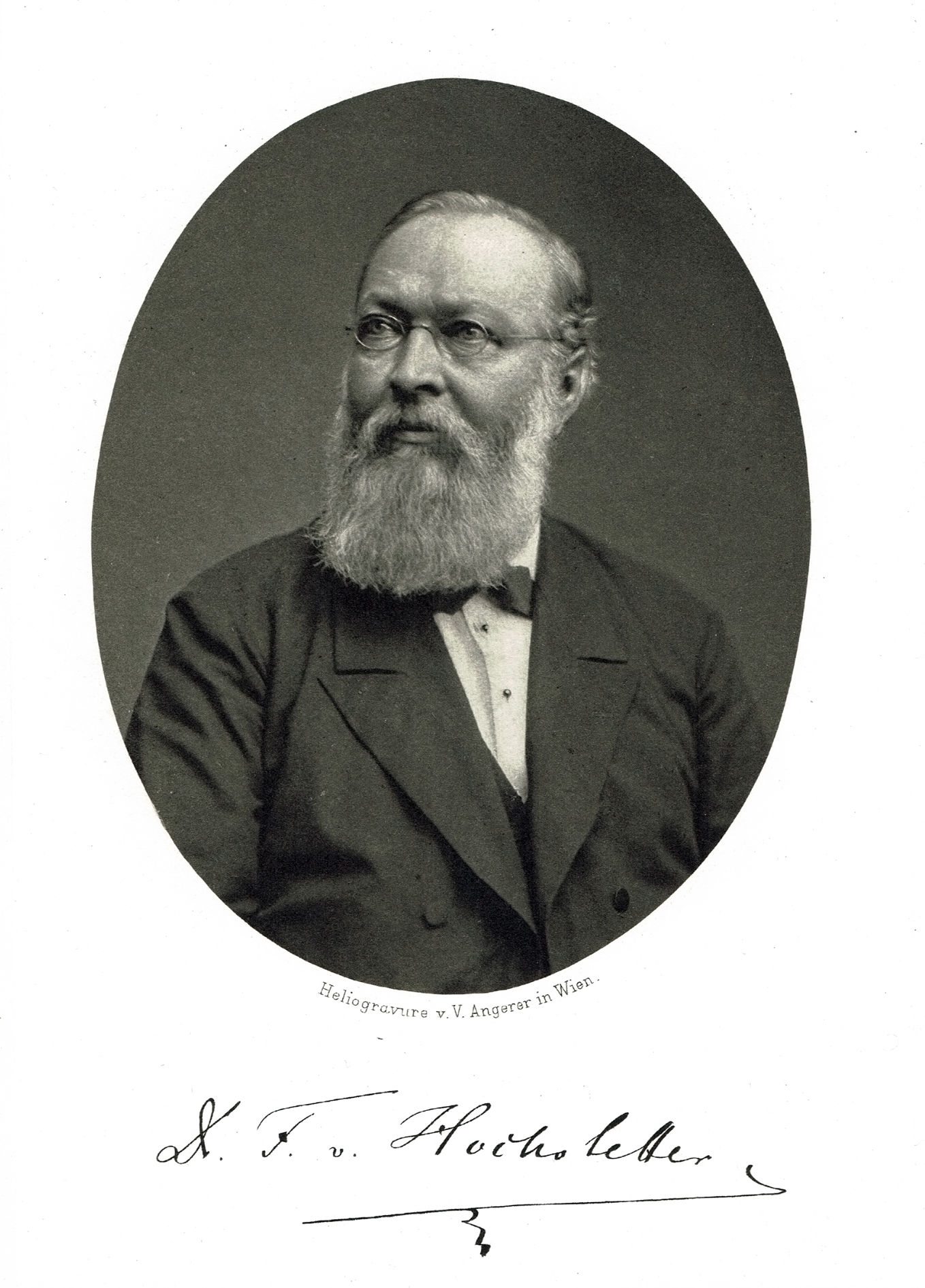
Ferdinand von Hochstetter († 1884)

- 1884: Ferdinand von Hochstetter, deutscher Geologe, Naturforscher und Entdecker
- 1886: Friedrich Haas, deutsch-schweizerischer Orgelbauer
- 1887: Dorothea Lynde Dix, US-amerikanische Wohltäterin und Reformerin
- 1888: Wilhelm Bücher, deutsch-österreichischer Architekt
- 1889: Domingo Santa María González, chilenischer Staatspräsident
- 1890: Lydia Becker, britische Frauenrechtlerin
- 1890: Christian Heinrich Friedrich Peters, deutscher Astronom
- 1890: Joseph Schwarzmann, Tiroler Ornament- und Dekorationsmaler
- 1890ː Klara Weise, deutsche Kinder- und Jugendbuchautorin
- 1891: Friedrich Fabri, deutscher evangelischer Theologe und Kolonialpolitiker
- 1892: Thomas Cook, britischer Tourismus-Pionier, Gründer des gleichnamigen Reiseunternehmens
- 1894: Charles Leconte de Lisle, französischer Dichter
- 1895: Karl Schenk, Schweizer Bundesrat
- 1895: Stefan Stambolow, bulgarischer Politiker, Ministerpräsident, Außenminister
- 1896: Adolf Geyer, deutscher Sänger und Musikdirektor
- 1898: Paul Aeby, Schweizer Politiker
- 1898: Emil Hartmann, dänischer Komponist
- 1898: Otto Ribbeck, deutscher Altphilologe
- 1899: Horatio Alger, US-amerikanischer Autor
- 1900ː Eleonore Benzinger-Wahlmann, österreichische Kinderdarstellerin und Theaterschauspielerin
- 1900: Max Wirth, deutscher Journalist und Nationalökonom

### 20. Jahrhundert

#### 1901–1950

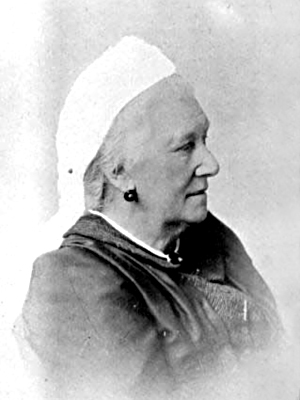
Mary Ann Müller († 1901)

- 1901ː Mary Ann Müller, neuseeländische Lehrerin, Suffragette und eine der ersten Feministinnen in Neuseeland
- 1901: Alfredo Piatti, italienischer Cellovirtuose und Komponist
- 1902: Hammud ibn Muhammad ibn Said, Sultan von Sansibar
- 1904: Friedrich Jakob Dochnahl, deutscher Naturforscher und Pomologe
- 1907: Hector Malot, französischer Schriftsteller
- 1908: Bertha von Brukenthal, österreichische Komponistin
- 1908: Otto Pfleiderer, deutscher protestantischer Theologe
- 1909: Carlos María de Borbón, carlistischer Thronprätendent in Spanien und Frankreich
- 1911: Hermann Naftali Adler, Oberrabbiner des Vereinigten Königreichs
- 1911: Friedrich Eichlam, deutscher Kakteenforscher
- 1916: Mite Kremnitz, deutsche Schriftstellerin

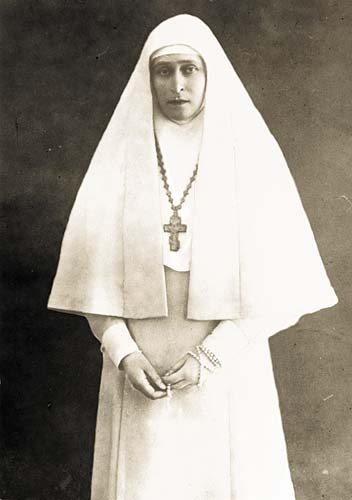
Elisabeth († 1918)

- 1918: Elisabeth, Großfürstin von Russland
- 1918: Wladimir Pawlowitsch Paley, russischer Adliger und Dichter
- 1919: Élise Deroche, französische Pilotin, erste Frau mit Pilotenschein
- 1923: Emanuel Hegenbarth, deutscher Maler
- 1927: Wassili Dmitrijewitsch Polenow, russischer Maler und Pädagoge
- 1931: Hermann Hendrich, deutscher Maler
- 1931: Oskar Minkowski, deutscher Mediziner
- 1933: Franz Sedlacek, österreichischer Fußballspieler und -trainer
- 1934: Francisco de Lacerda, portugiesischer Komponist und Dirigent
- 1936: La Argentina, spanische Ballett-Tänzerin und Choreografin
- 1937: Robert Fournier-Sarlovèze, französischer Polospieler und Politiker
- 1938: Marie von Edinburgh, rumänische Königin
- 1939: Witold Maliszewski, polnischer Komponist
- 1939: Paul Schneider, deutscher Pfarrer und Märtyrer
- 1942: Alfred Fane, britischer Automobilrennfahrer und Flieger
- 1942: Otto Schmitz, deutscher Jurist und Politiker
- 1944: Wim Anderiesen, niederländischer Fußballspieler
- 1946: Draža Mihailović, jugoslawischer Generalstabsoffizier, Kriegsminister der königlich-jugoslawischen Exilregierung, Tschetnik-Führer
- 1946: Gilbert de Rudder, Pseudonym Grizzly, belgischer Motorradrennfahrer
- 1948: Ede Telcs, ungarischer Bildhauer und Medailleur
- 1949: Bernhard Hoetger, deutscher Bildhauer, Maler und Kunsthandwerker
- 1949: Vítězslav Novák, tschechischer Komponist

#### 1951–2000
- 1957: Johannes Böhm, deutscher Gewerkschafter und Politiker, MdL, MdB
- 1960: Paco Escribano, dominikanischer Humorist
- 1961: Wilhelm Appun, deutscher Politiker
- 1961: Alfréd Deésy, ungarischer Filmregisseur und Schauspieler
- 1964: Anne Dittmer, deutsche Malerin und Buchillustratorin
- 1964: Ludwig Gruber, österreichischer Komponist und Sänger, Autor und Dirigent
- 1966: Bobby Fuller, US-amerikanischer Musiker und Sänger
- 1966: German Germanowitsch Galynin, russischer Komponist
- 1967: Humberto Castelo Branco, brasilianischer Präsident

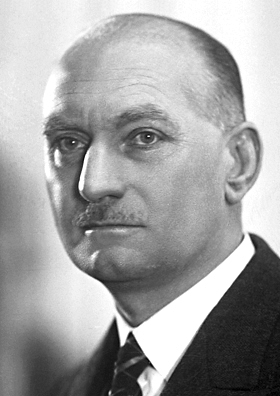
Corneille Heymans († 1968)

- 1968: Corneille Heymans, belgischer Pharmakologe, Nobelpreisträger
- 1969: Charlotte Armstrong, US-amerikanische Autorin
- 1973: Jack Hawkins, britischer Schauspieler
- 1974: Andreas Predöhl, deutscher Ökonom
- 1976: Lucie Mannheim, deutsche Schauspielerin
- 1977: Josef Korbel, tschechoslowakischer Diplomat und Autor
- 1979: Herbert Hennies, deutscher Schauspieler, Hörspielsprecher, Schriftsteller und Liedtexter
- 1978: Brian Lewis, 2. Baron Essendon, britischer Adeliger und Automobilrennfahrer
- 1979: Wolfgang Yourgrau, US-amerikanischer Sozialpsychologe, Physiker und Journalist
- 1980: Winfried Baumann, deutscher Fregattenkapitän
- 1980: Josef Blatný, tschechischer Komponist und Organist
- 1980: Andrée Vaurabourg-Honegger, französische Pianistin und Musikpädagogin
- 1981: Ernst Stadler, Schweizer Unternehmer und Gründer der Stadler Fahrzeuge AG
- 1982: Lionel Daunais, kanadischer Sänger, Opernregisseur und Komponist
- 1982: Roman Ossipowitsch Jakobson, russischer Philologe, Sprachwissenschaftler und Semiotiker
- 1986: Stanley Rous, britischer Fußballfunktionär, FIFA-Präsident
- 1987: Gilberto Freyre, brasilianischer Soziologe und Anthropologe
- 1988: Joly Braga Santos, portugiesischer Komponist und Dirigent
- 1988: Manfred Näslund, schwedischer Forstwissenschaftler

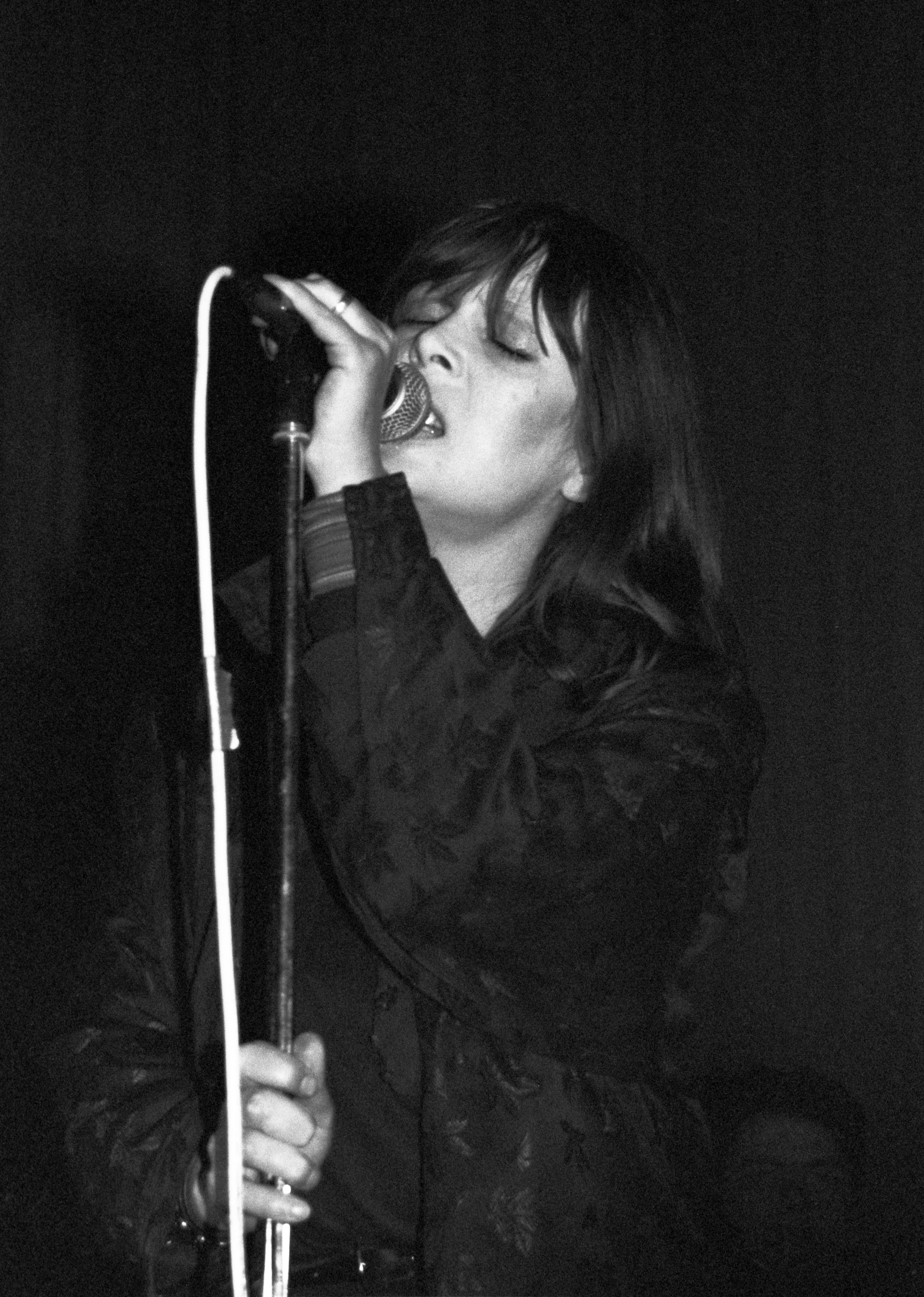
Nico († 1988)

- 1988: Nico, deutsches Model, Sängerin und Schauspielerin
- 1989: Shmuel Rodensky, israelischer Schauspieler
- 1989: Rebecca Schaeffer, US-amerikanische Filmschauspielerin und Fotomodell
- 1990: Sergio Hualpa, argentinischer Komponist
- 1992: Helmut Schmid, deutscher Schauspieler und Regisseur
- 1992: Gaston Serraud, französischer Automobilrennfahrer
- 1993: Jean Negulesco, US-amerikanischer Filmregisseur
- 1994: Sebastián Piana, argentinischer Tangokomponist, Pianist und Musikpädagoge
- 1994: Jens Scheer, deutscher Atomphysiker und Atomkraftgegner
- 1995: Fabio Casartelli, italienischer Radrennfahrer
- 1996: Donny the Punk, US-amerikanischer Aktivist für Gefangenenrechte
- 1996: Hans Katzer, deutscher Politiker, MdB, Bundesminister
- 1997: Angelo Polledri, italienischer Ruderer
- 1997: Eugene Shoemaker, US-amerikanischer Astronom

### 21. Jahrhundert

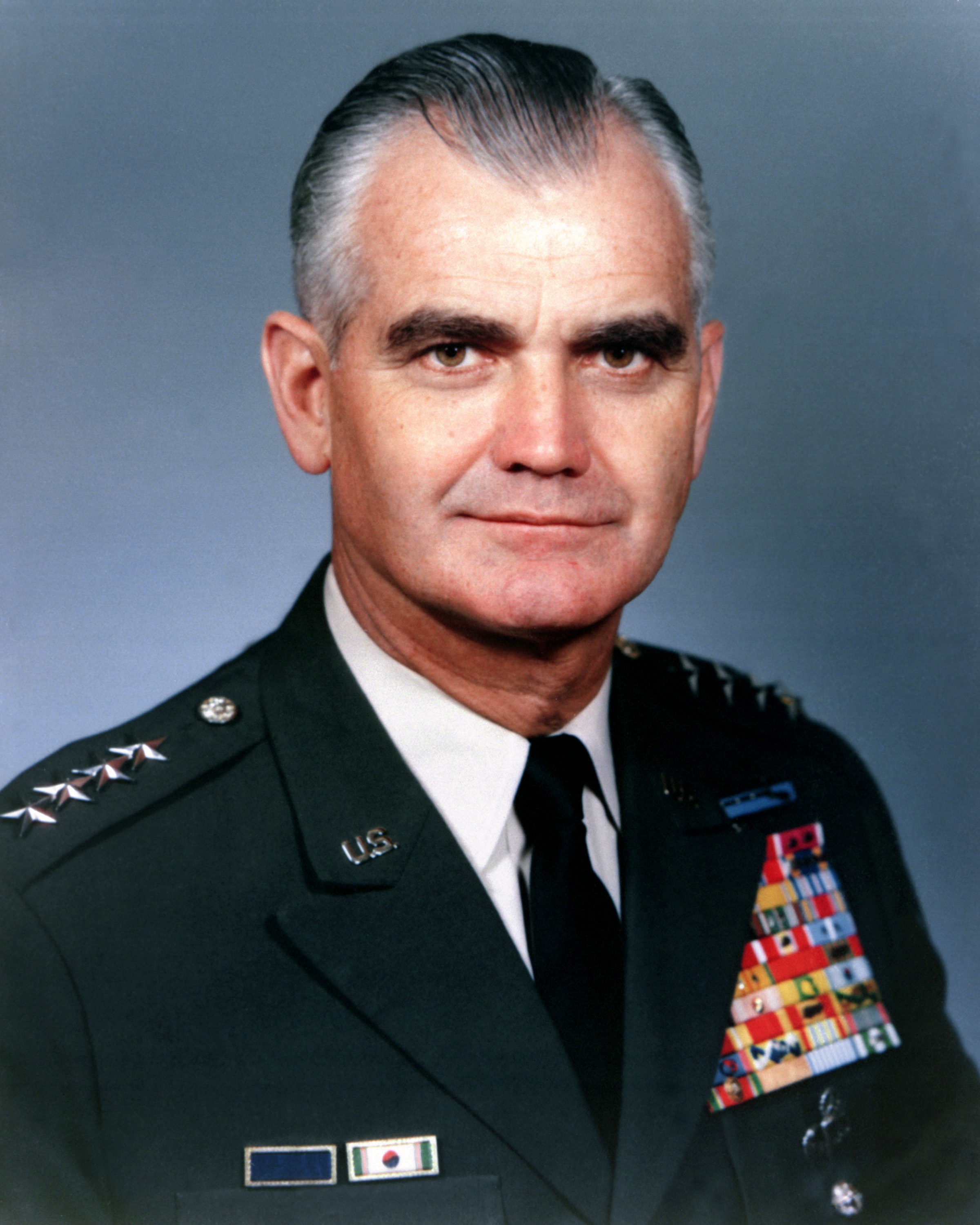
William Westmoreland († 2005)

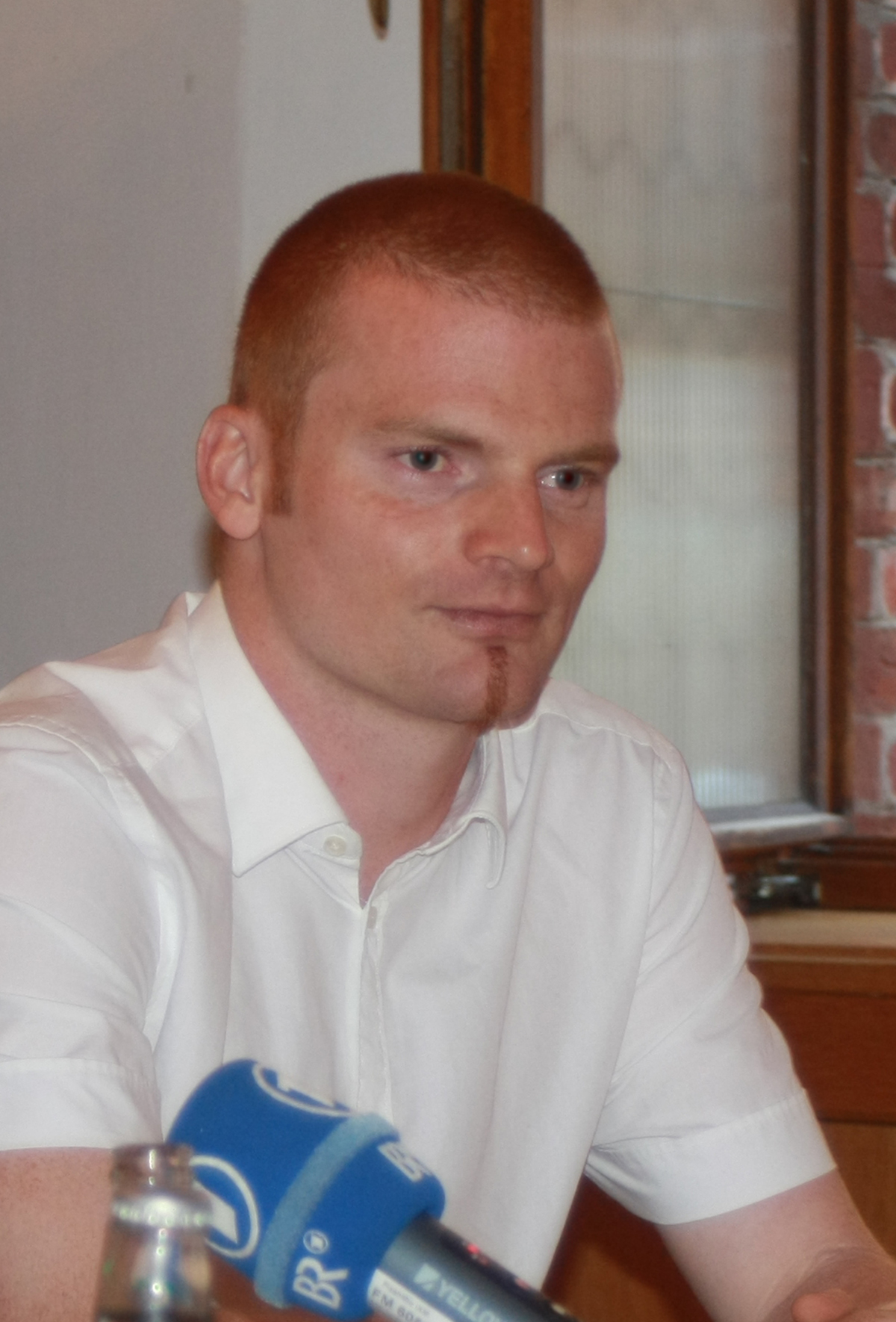
Andreas Biermann († 2014)

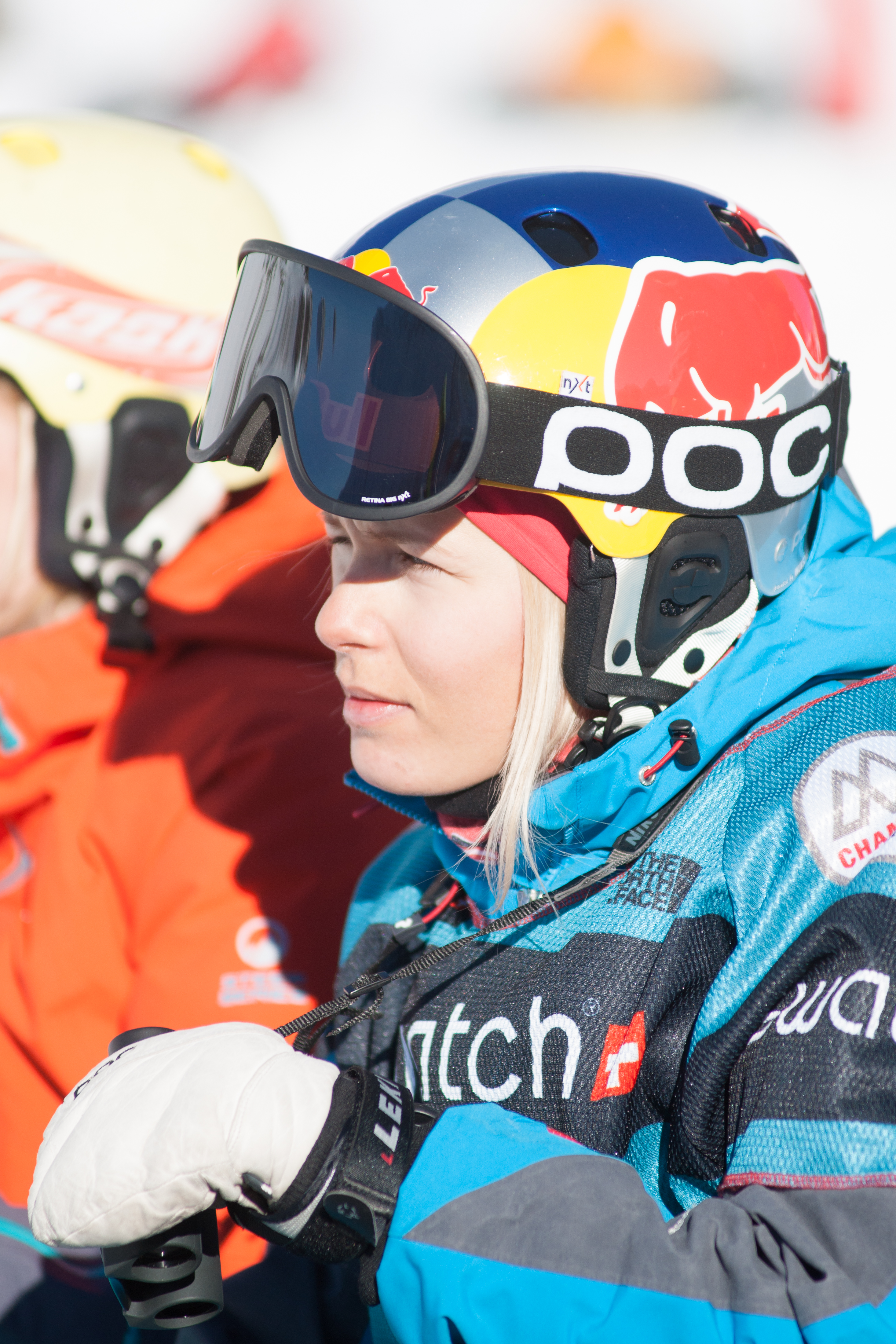
Matilda Rapaport († 2016)

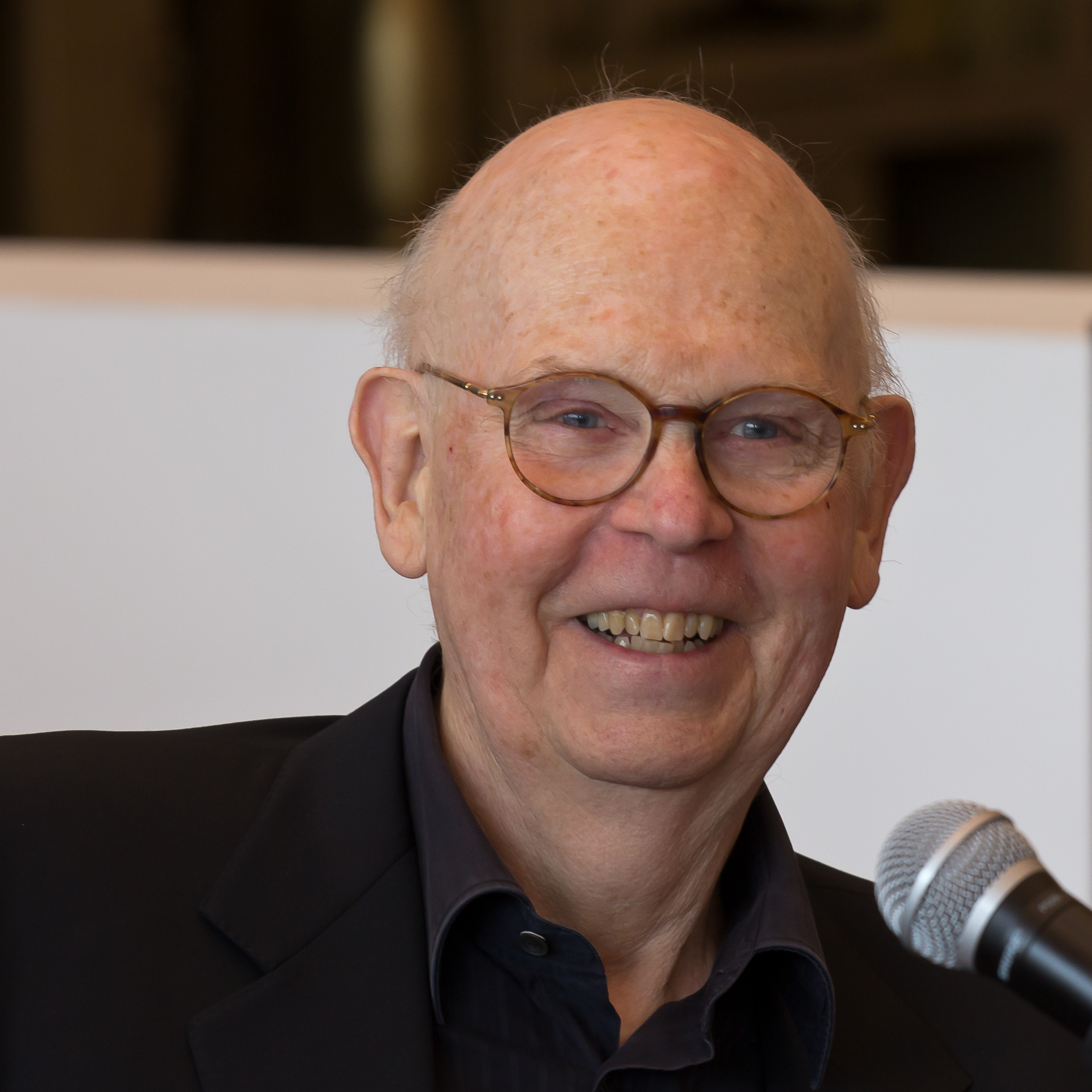
Claes Oldenburg († 2022)

- 2001: Fabio Taglioni, italienischer Motorrad-Konstrukteur
- 2002: Hermann Appel, deutscher Ingenieur
- 2002: Marjorie Beaty, amerikanische Mathematikerin
- 2002: Hinrich Swieter, deutscher Landrat und Finanzminister Niedersachsens
- 2003: Rosalyn Tureck, US-amerikanische Pianistin
- 2005: Hannsheinz Bauer, deutscher Politiker
- 2005: Jim Parker, US-amerikanischer American-Football-Spieler
- 2005: William Westmoreland, US-amerikanischer General
- 2007: Heinrich von Einsiedel, deutscher Politiker und Autor
- 2007: Karl Seebach, deutscher Mathematiker und Didaktiker
- 2008: Rudi Hoffmann, deutscher Spieleautor
- 2008: Heinz Dieter Kittsteiner, deutscher Historiker und Germanist, Schriftsteller und Philosoph
- 2008: Tauno Marttinen, finnischer Komponist
- 2010: Sepp Stappung, Schweizer Gewerkschafter und Politiker
- 2012: Robert Kurz, deutscher Publizist und Ökonom
- 2012: Frances Spence, US-amerikanische Programmiererin
- 2013: Karl Czok, deutscher Historiker
- 2013: Carline Ray, US-amerikanische Jazzmusikerin
- 2014: Andreas Biermann, deutscher Fußballspieler
- 2014: Dietmar Schönherr, österreichischer Schauspieler und Moderator
- 2014: Václav Sloup, tschechoslowakischer bzw. tschechischer Schauspieler
- 2015: George Coe, US-amerikanischer Schauspieler und Filmproduzent
- 2015: Alex Rocco, US-amerikanischer Schauspieler
- 2016: Sigi Maron, österreichischer Liedermacher
- 2016: Matilda Rapaport, schwedische Freeride-Sportlerin
- 2017: Max Gallo, französischer Schriftsteller und Politiker
- 2017: Hansjürg Saager, Schweizer Unternehmer
- 2018: Wolfgang Hufschmidt, deutscher Komponist
- 2018: Burton Richter, US-amerikanischer Physiker und Nobelpreisträger
- 2019: Yukiya Amano, japanischer Diplomat
- 2019: Luciano De Crescenzo, italienischer Schriftsteller und Filmregisseur
- 2020: Elize Cawood, südafrikanische Schauspielerin
- 2020: Eberhard Schockenhoff, deutscher Moraltheologe und Ethiker
- 2021: Bruce Kirby, kanadischer Regattasegler und Bootarchitekt
- 2021: Carlos Seigelshifer, argentinischer Gewichtheber
- 2021: Nenad Stekić, jugoslawischer Weitspringer
- 2022: Claes Oldenburg, schwedisch-US-amerikanischer Bildhauer der Pop Art
- 2022: Luis Omedes Calonja, spanischer Ruderer und Rennrodler

## Feier- und Gedenktage
- Internationaler Nelson-Mandela-Tag
- Kirchliche Gedenktage
  - Hl. Odilia von Köln, Kölner Märtyrerin (evangelisch, römisch-katholisch)
  - Paul Schneider (Pfarrer), deutscher Märtyrer (evangelisch)
  - Hl. Materno di Milano, Mailänder Märtyrer
- Namenstage
  - Arnold, Arnulf, Friedrich

Weitere Einträge enthält die Liste von Gedenk- und Aktionstagen.